# Energia del punt zero

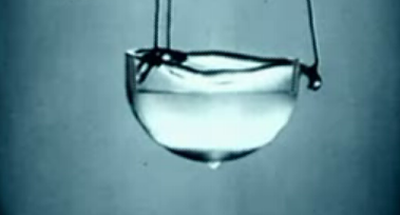
L'heli líquid reté l'energia cinètica i no es congela independentment de la temperatura a causa de l’energia del punt zero. Quan es refreda per sota del seu punt lambda, presenta propietats de superfluïtat

L'energia del punt zero és l'energia més baixa possible que pot tenir un sistema mecànic quàntic. A diferència de la mecànica clàssica, els sistemes quàntics fluctuen constantment en el seu estat d’energia més baix, tal com es descriu pel principi d’incertesa de Heisenberg. A més dels àtoms i les molècules, l'espai buit té aquestes propietats. Segons la teoria quàntica de camps, l'univers es pot pensar no com a partícules aïllades sinó com a camps fluctuants continus: camps de matèria, els quanta dels quals són fermions (és a dir, leptons i quarks), i camps de força, els quanta dels quals són bosons (per exemple, fotons i gluons). Tots aquests camps tenen energia del punt zero. Aquests camps fluctuants del punt zero condueixen a una mena de reintroducció d'un èter a la física, ja que alguns sistemes poden detectar l'existència d'aquesta energia; tanmateix, aquest èter no es pot considerar com un mitjà físic si vol ser invariància de Lorentz de manera que no hi hagi contradicció amb la teoria de la relativitat especial d'Einstein.
Actualment, la física no té un model teòric complet per entendre l'energia del punt zero; en particular, la discrepància entre l'energia del buit teoritzada i l'observada és una font de gran controvèrsia. Els físics Richard Feynman i John Wheeler van calcular que la radiació del punt zero del buit era un ordre de magnitud superior a l'energia nuclear, amb una sola bombeta que contenia prou energia per bullir tots els oceans del món. Tanmateix, segons la teoria de la relativitat general d'Einstein, qualsevol energia d'aquest tipus gravitaria i l'evidència experimental de l'expansió de l'univers, l'energia fosca i l'efecte Casimir mostra que aquesta energia és excepcionalment feble. Una proposta popular que intenta abordar aquest problema, és dir que el camp fermiònic té una energia negativa del punt zero, mentre que el camp bosònic té energia positiva del punt zero i, per tant, aquestes energies d’alguna manera es cancel·len. Aquesta idea seria certa si la supersimetria fos una simetria de la natura exacta; tanmateix, el LHC del CERN no ha trobat fins ara cap prova que ho avali. A més, se sap que si la supersimetria és vàlida, és com a màxim una simetria trencada, només a les energies molt altes, i actualment ningú no ha estat capaç de mostrar una teoria on es produeixin cancel·lacions de baixa energia del punt zero en l'univers observable. Aquesta discrepància es coneix com el problema de la constant cosmològica i és un dels majors misteris no resolts de la física. Molts físics creuen que «el buit és la clau per a una comprensió completa de la natura».

## Etimologia i terminologia
El terme energia del punt zero (EPZ) és una traducció de l'alemany Nullpunktsenergie. De vegades, s'utilitzen indistintament amb el els termes radiació del punt zero i energia de l'estat fonamental. El terme camp del punt zero es pot utilitzar quan es refereix a un camp de buit específic, per exemple, el buit electrodinàmic quàntic (buit EDQ) que es tracta específicament en l'electrodinàmica quàntica (per exemple, les interaccions electromagnètiques entre fotons, electrons i el buit) o el buit cromodinàmic quàntic (buit CDQ) que es tracta en la cromodinàmica quàntica (per exemple, interaccions de càrrega de color entre quarks, gluons i el buit). El buit es pot veure no com a espai buit, sinó com la combinació de tots els camps del punt zero. En la teoria quàntica de camps aquesta combinació de camps s'anomena buit quàntic, la seva energia del punt zero associada s'anomena energia del buit, i el valor energètic mitjà s'anomena valor d'expectació del buit (VEB) també anomenat condensat.

## Visió general
En la mecànica clàssica es pot considerar que totes les partícules tenen una certa energia formada per la seva energia potencial i energia cinètica. La temperatura, per exemple, sorgeix de la intensitat del moviment aleatori de partícules causat per l'energia cinètica (conegut com a moviment brownià). A mesura que la temperatura es redueix a zero absolut, es podria pensar que tot moviment es deté i les partícules descansen completament. De fet, però, l'energia cinètica és retinguda per partícules fins i tot a la temperatura més baixa possible. El moviment aleatori corresponent a aquesta energia del punt zero mai s'esvaeix com a conseqüència del principi d’incertesa de la mecànica quàntica.

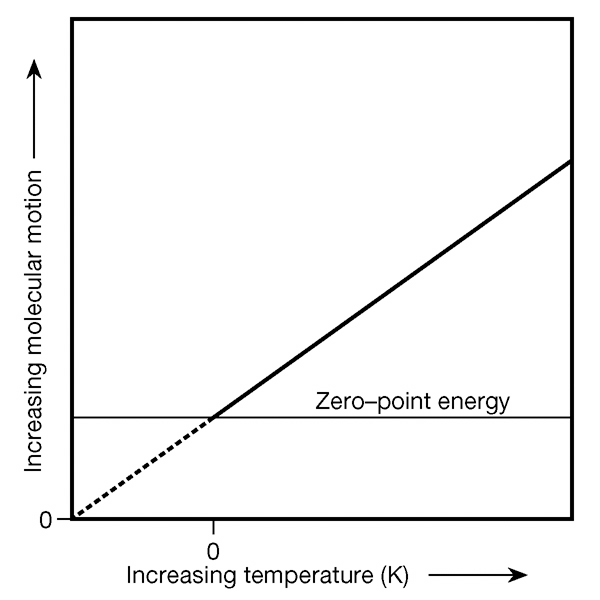
Energia cinètica vs temperatura
La radiació del punt zero imparteix contínuament impulsos aleatoris a un electró, de manera que mai no s'atura completament. La radiació del punt zero proporciona a l'oscil·lador una energia mitjana igual a la freqüència d'oscil·lació multiplicada per la meitat de la constant de Planck

El principi d'incertesa estableix que cap objecte mai pot tenir valors precisos de posició i velocitat simultàniament. L'energia total d'un objecte mecànic quàntic (potencial i cinètic) és descrita pel seu hamiltonià que també descriu el sistema com un oscil·lador harmònic, o funció d'ona, que fluctua entre diversos estats d'energia (vegeu la dualitat ona-partícula). Tots els sistemes mecànics quàntics experimenten fluctuacions fins i tot en el seu estat fonamental, conseqüència de la seva naturalesa semblant a l'ona. El principi d’incertesa requereix que cada sistema mecànic quàntic tingui una energia del punt zero fluctuant superior al mínim del seu pou de potencial clàssic. Això resulta en moviment fins i tot a zero absolut. Per exemple, l'heli líquid no es congela sota la pressió atmosfèrica independentment de la temperatura a causa de la seva energia del punt zero.
Donada l'equivalència de massa i energia expressada per E = mc² d'Albert Einstein, es pot considerar que qualsevol punt de l'espai que conté energia té massa per crear partícules. Les partícules virtuals apareixen espontàniament a cada punt de l'espai a causa de l'energia de les fluctuacions quàntiques causades pel principi d'incertesa. La física moderna ha desenvolupat la teoria quàntica de camps (TQC) per entendre les interaccions fonamentals entre la matèria i les forces, tracta tots els punts de l'espai com un oscil·lador harmònic quàntic. Segons la TQC, l'univers està format per camps de matèria, els quanta dels quals són fermions (és a dir, leptons i quarks), i camps de força, els quanta dels quals són bosons (per exemple, fotons i gluons). Tots aquests camps tenen energia del punt zero. Experiments recents defensen la idea que les mateixes partícules es poden considerar estats excitats del buit quàntic subjacent i que totes les propietats de la matèria són merament fluctuacions de buit derivades de les interaccions del camp del punt zero.
La idea que l'espai «buit» pot tenir associada una energia intrínseca i que no existeix un «veritable buit» és aparentment poc intuitiva. Sovint s'argumenta que l'univers sencer està completament banyat per la radiació del punt zero i, per tant, només pot afegir una quantitat constant als càlculs. Per tant, les mesures físiques revelaran només desviacions d’aquest valor. Per a molts càlculs pràctics, l'energia del punt zero és descartada en el model matemàtic com un terme que no té cap efecte físic. Tanmateix, aquest tractament causa problemes, ja que a la teoria de la relativitat general d'Einstein el valor energètic absolut de l'espai no és una constant arbitrària i dona lloc a la constant cosmològica. Durant dècades, la majoria dels físics van suposar que hi havia algun principi fonamental encara no descobert que eliminaria l'energia infinita del punt zero i la faria desaparèixer completament. Si el buit no té un valor d’energia intrínsec i absolut, no gravitarà. Es creia que a mesura que l'univers s'expandeix a partir de les conseqüències del big-bang, l'energia continguda en qualsevol unitat d'espai buit disminuirà a mesura que l'energia total s'estengui per omplir el volum de l'univers; les galàxies i tota la matèria de l’univers haurien de començar a desaccelerar-se. Aquesta possibilitat va ser descartada el 1998 pel descobriment que l'expansió de l'univers no s'està ralentint, sinó que de fet s'està accelerant, cosa que significa que l'espai buit té certa energia intrínseca. El descobriment de l'energia fosca s'explica millor mitjançant l'energia del punt zero, tot i que continua sent un misteri de per què el valor sembla ser tan petit en comparació amb l'enorme valor obtingut a través de la teoria, el problema de la constant cosmològica.
S'han comprovat experimentalment molts efectes físics atribuïts a l'energia del punt zero, com ara l'emissió espontània, la força de Casimir, el desplaçament de Lamb, el moment magnètic de l'electró i la dispersió de Delbrück. Aquests efectes se solen anomenar «correccions radiatives». En teories no lineals més complexes (per exemple, CDQ), l'energia del punt zero pot donar lloc a una varietat de fenòmens complexos, com ara múltiples estats estables, trencament de simetria, caos i emergència. Molts físics creuen que «el buit és la clau per a una comprensió completa de la natura» i que estudiar-la és fonamental en la recerca de la teoria de tot. Les àrees de recerca actives inclouen els efectes de les partícules virtuals, l'entrellaçament quàntic, la diferència (si n’hi ha) entre la massa inercial i la gravitatòria, la variació de la velocitat de la llum, un motiu del valor observat de la constant cosmològica i la naturalesa de l'energia fosca.

## Història

### Primeres teories de l'èter

James Clerk Maxwell

L'energia del punt zero va evolucionar a partir d’idees històriques sobre el buit. Per a Aristòtil, el buit era τὸ κενόν, «el buit»; és a dir, l'espai independent del cos. Es creia que aquest concepte violava els principis físics bàsics i afirmava que els elements del foc, l'aire, la terra i l'aigua no estaven fets d'àtoms, sinó que eren continus. Per als atomistes, el concepte de buit tenia un caràcter absolut: era la distinció entre existència i no-existència. El debat sobre les característiques del buit es va limitar en gran part a l’àmbit de la filosofia, però no va ser fins molt més tard amb el començament del renaixement, que Otto von Guericke va inventar la primera bomba de buit i van començar a sorgir les primeres idees científiques comprovables. Es va pensar que es podria crear un volum d’espai totalment buit simplement eliminant tots els gasos. Aquest va ser el primer concepte generalment acceptat del buit.
Però a finals del segle xix, es va fer evident que la regió evacuada encara contenia radiació tèrmica. L'existència de l'èter com a substitut d'un veritable buit era la teoria més freqüent de l'època. Segons la reeixida teoria de l'eter electromagnètic basada en l'electrodinàmica de Maxwell, aquest èter que tot ho engloba estava dotat d'energia i, per tant, molt diferent del no-res. El fet que els fenòmens electromagnètics i gravitacionals es transmetessin fàcilment a l'espai buit va indicar que els seus eters associats formaven part del teixit de l'espai. El mateix Maxwell va assenyalar que:
| « | Per a aquells que mantenien l'existència d’un plenum com a principi filosòfic, l’aborriment de la natura pel buit era una raó suficient per imaginar un èter que l'envoltava … Els eters es van inventar perquè els planetes nedessin, constituïssin atmosferes elèctriques i efluvis magnètics..., per transmetre sensacions d’una part del nostre cos a una altra, i així successivament, fins que un espai s'havia omplert tres o quatre vegades d’eters. | » |

No obstant això, els resultats de l'experiment de Michelson-Morley el 1887 van ser les primeres proves fortes que les teories de l'èter, que llavors eren prevalents, eren greument defectuoses i van iniciar una línia d'investigació que finalment va conduir a la relativitat especial, que va descartar la idea d'un èter estacionari en conjunt. Per als científics de l'època, semblava que un veritable buit a l'espai podia ser completament eliminat mitjançant el refredament, eliminant així tota radiació o energia. A partir d’aquesta idea va evolucionar el segon concepte d’aconseguir un buit real: refredar-lo fins a la temperatura del zero absolut després de l'evacuació. El zero absolut era tècnicament impossible d’aconseguir al segle xix, de manera que el debat va continuar sense resoldre’s.

### La segona teoria quàntica
El 1900, Max Planck va derivar l'energia mitjana ε d’un radiador d’energia únic, per exemple, una unitat atòmica vibrant, en funció de la temperatura absoluta:
{\displaystyle \varepsilon ={\frac {h\nu }{e^{h\nu /(kT)}-1}}\,}
on h és la constant de Planck, ν és la freqüència, k és la constant de Boltzmann i T és la temperatura absoluta. L'energia del punt zero no contribueix a la llei original de Planck, ja que Planck desconeixia la seva existència el 1900.
El concepte d’energia del punt zero va ser desenvolupat per Max Planck a Alemanya el 1911 com un terme correctiu afegit a una fórmula de base zero desenvolupada en la seva teoria quàntica original el 1900.
El 1912, Max Planck va publicar el primer article en una revista que descrivia l'emissió discontínua de la radiació, basada en la quantitat discreta d’energia. En la «segona teoria quàntica» de Planck, els ressonadors absorbien energia contínuament, però emetien energia en quanta d'energia discreta només quan arribaven als límits de les cèl·lules finites en l'espai de fases, on les seves energies es convertien en múltiples enters de hν. Aquesta teoria va conduir Planck a la seva nova llei de la radiació, però en aquesta versió els ressonadors d’energia posseïen una energia del punt zero, l'energia mitjana més petita que un ressonador podia assumir. L'equació de radiació de Planck contenia un factor d’energia residual, un hν2, com a terme addicional dependent de la freqüència ν, que era superior a zero (on h és la constant de Planck). Per tant, s'accepta àmpliament que «l'equació de Planck va marcar el naixement del concepte d’energia del punt zero». En una sèrie de documents del 1911 al 1913, Planck va trobar que l'energia mitjana d'un oscil·lador era:
{\displaystyle \varepsilon ={\frac {h\nu }{2}}+{\frac {h\nu }{e^{h\nu /(kT)}-1}}~.}
Aviat, la idea de l'energia del punt zero va atreure l’atenció d'Albert Einstein i del seu ajudant Otto Stern.

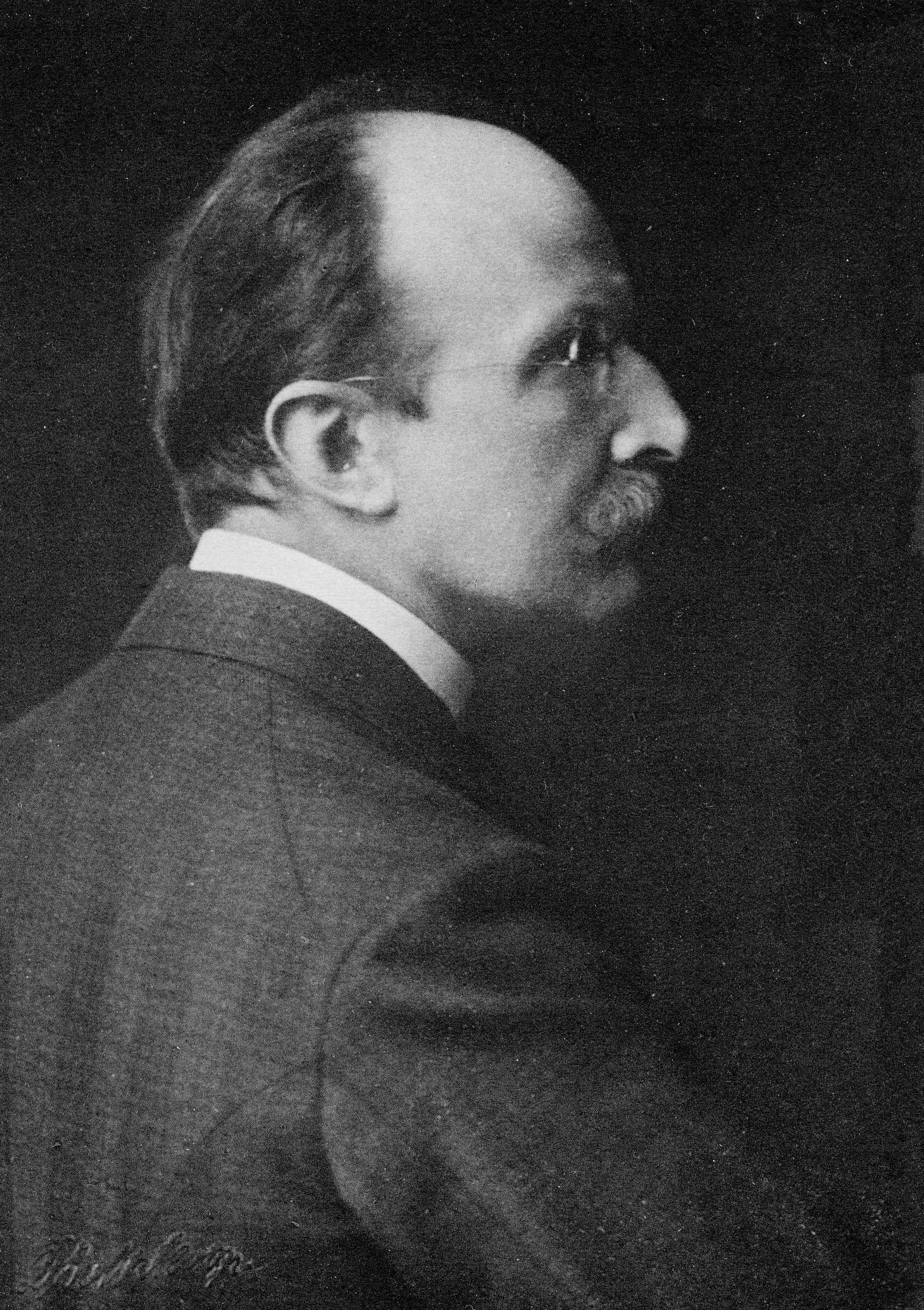
Planck el 1918, any en què va rebre el premi Nobel de física pel seu treball sobre teoria quàntica
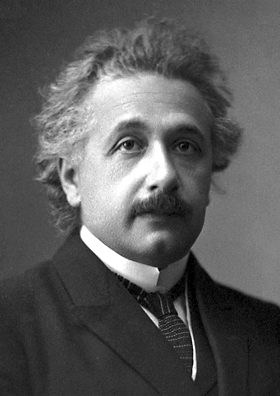
Retrat oficial d'Einstein el 1921 després de rebre el premi Nobel de física

El 1913 van publicar un document que intentava demostrar l'existència d'energia del punt zero calculant la calor específica de l'hidrogen gasós i comparant-la amb les dades experimentals. No obstant això, després de suposar que havien tingut èxit, van retirar el suport a la idea poc després de la publicació perquè van trobar que la segona teoria de Planck pot no aplicar-se al seu exemple. En una carta a Paul Ehrenfest del mateix any, Einstein va declarar que l'energia del punt zero era «morta com un ornament d'una porta». L'energia del punt zero també va ser invocada per Peter Debye, qui va assenyalar que l'energia del punt zero dels àtoms d'una xarxa cristal·lina provocaria una reducció de la intensitat de la radiació difractada en la difracció de raigs X fins i tot quan la temperatura s'acostés al zero absolut. El 1916, Walther Nernst va proposar que l'espai buit s'omplía de radiació electromagnètica del punt zero. Amb el desenvolupament de la relativitat general, Einstein va trobar que la densitat d'energia del buit contribuïa a una constant cosmològica per tal d'obtenir solucions estàtiques a les seves equacions de camp; la idea que l'espai buit, o el buit, podria tenir alguna energia intrínseca associada, havia tornat, amb Einstein afirmant el 1920:
| « | Hi ha un argument de gran pes a favor de la hipòtesi de l'èter. Negar l’èter és, en última instància, suposar que l'espai buit no té cap qualitat física. Els fets fonamentals de la mecànica no s'harmonitzen amb aquesta visió ... segons la teoria general de la relativitat l'espai està dotat de qualitats físiques; en aquest sentit, per tant, existeix un èter. Segons la teoria general de la relativitat, l'espai sense èter és impensable; ja que en aquest espai no només no hi hauria propagació de la llum, sinó que tampoc hi hauria possibilitat d’existència per a estàndards d’espai i temps (regles per a mesurar i rellotges), ni per tant intervals d’espaitemps en el sentit físic. Però no es pot pensar que aquest èter estigui dotat de la qualitat característica dels medis ponderables, ja que consisteix en parts que es poden rastrejar a través del temps. És possible que no s'hi apliqui la idea de moviment. | » |

Kurt Bennewitz i Franz Simon (1923), que treballaven al laboratori de Walther Nernst a Berlín, van estudiar el procés de fusió de productes químics a baixes temperatures. Els seus càlculs dels punts de fusió de l'hidrogen, l'argó i el mercuri els van portar a concloure que els resultats proporcionaven evidències d’una energia del punt zero. A més, van suggerir correctament, tal com va comprovar posteriorment Simon (1934), que aquesta quantitat era la responsable de la dificultat de solidificar l'heli fins i tot al zero absolut. El 1924, Robert Mulliken va proporcionar proves directes de l'energia del punt zero de les vibracions moleculars en comparar l'espectre de banda de ¹⁰BO i 11BO: la diferència isotòpica en les freqüències de transició entre els estats de vibració mínima de dos nivells electrònics diferents desapareixeria si no hi hagués energia del punt zero, en contrast amb els espectres observats. Després, només un any més tard, el 1925, amb el desenvolupament de la mecànica matricial al famós article de Werner Heisenberg Über quantentheoretische Umdeutung kinematischer und mechanischer Beziehungen (Reinterpretació teòrica quàntica de les relacions cinemàtiques i mecàniques), l'energia del punt zero es va derivar de la mecànica quàntica.
El 1913, Niels Bohr havia proposat el que ara es diu el model atòmic de Bohr, però malgrat això, va continuar sent un misteri de per què els electrons no cauen als seus nuclis. Segons les idees clàssiques, el fet que una càrrega acceleradora perdi energia per radiació implicava que un electró hauria de caure en espiral cap al nucli i que els àtoms no haurien de ser estables. Aquest problema de la mecànica clàssica va ser molt ben resumit per James Hopwood Jeans el 1915:
| « | Hi hauria una dificultat real en suposar que la llei (de força) 1r² es manté fins als valors zero de r. Per a les forces entre dues càrregues a distància zero serien infinites; hauríem de tenir càrregues de signe contrari corrent juntes i, quan unides juntes, cap força tendiria a reduir-se en res o a disminuir de forma indefinida. | » |

La resolució d'aquest trencaclosques va arribar el 1926 amb la famosa equació de Schrödinger. Aquesta equació explicava la nova, no el fet clàssic que un electró confinat a prop d'un nucli necessàriament tindria una gran energia cinètica de manera que l'energia total mínima (cinètica més potencial) es produeixi realment en alguna separació positiva en lloc de separació zero; en altres paraules, l'energia del punt zero és essencial per a l'estabilitat atòmica.

### Teoria quàntica de camps i més enllà
El 1926, Pascual Jordan va publicar el primer intent de quantificar el camp electromagnètic. En un article conjunt amb Max Born i Werner Heisenberg, considerava el camp dins d’una cavitat com una superposició d'oscil·ladors harmònics quàntics. En el seu càlcul, va trobar que, a més de l'«energia tèrmica» dels oscil·ladors, també hi havia d'existir un terme d'energia del punt zero infinit. Va ser capaç d'obtenir la mateixa fórmula de fluctuació que Einstein havia obtingut el 1909. Tot i això, Jordan no va pensar que el seu terme d'energia del punt zero infinit fos «real», escrivint a Einstein que «només és una quantitat del càlcul que no té significat físic directe». Jordan va trobar una manera de desfer-se del terme infinit, publicant un treball conjunt amb Pauli el 1928, realitzant el que s'ha anomenat «la primera resta infinita, o renormalització, en la teoria quàntica de camps».

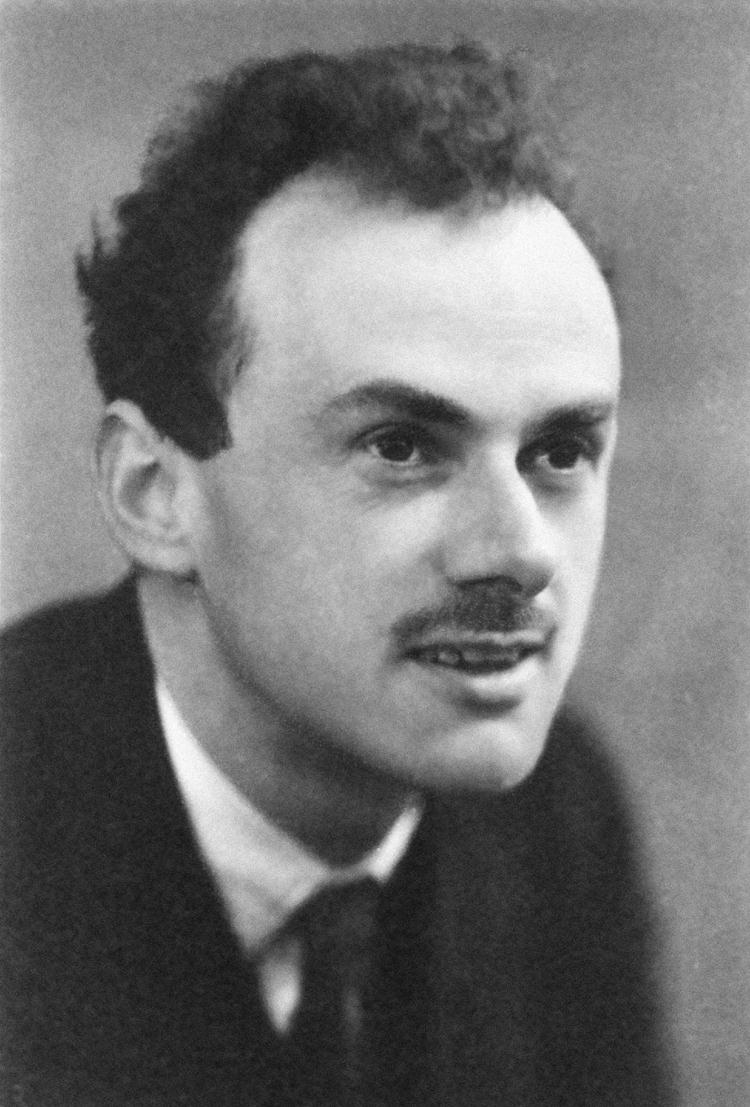
Paul Dirac, 1933

Basant-se en el treball de Heisenberg i altres, la teoria de l'emissió i l’absorció de Paul Dirac (1927) va ser la primera aplicació de la teoria quàntica de la radiació. El treball de Dirac va ser vist com a crucial per al camp emergent de la mecànica quàntica; tractava directament sobre el procés en què realment es creen «partícules»: emissió espontània. Dirac va descriure la quantització del camp electromagnètic com un conjunt d'oscil·ladors harmònics amb la introducció del concepte d'operadors de creació i aniquilació de partícules. La teoria va demostrar que l'emissió espontània depèn de les fluctuacions d’energia en el punt zero del camp electromagnètic al començament. En un procés en què un fotó és aniquilat (absorbit), es pot pensar que el fotó fa una transició a l'estat de buit. De la mateixa manera, quan es crea (emet) un fotó, de vegades és útil imaginar que el fotó ha fet una transició fora de l'estat de buit. En paraules de Dirac:
| « | La llum quàntica té la particularitat que aparentment deixa d’existir quan es troba en un dels seus estats estacionaris, és a dir, l'estat zero, en què el seu impuls i, per tant, també la seva energia, són zero. Quan s'absorbeix una quantitat de llum quàntica, es pot considerar que salta a aquest estat zero i, quan s'emet una, es pot considerar que salta de l'estat zero a un en què es troba físicament en evidència, de manera que sembla haver estat creat. Com que no hi ha límit en el nombre de quanta de llum que es puguin crear d’aquesta manera, hem de suposar que hi ha un nombre infinit de quanta de llum en estat zero ... | » |

Als físics contemporanis, quan se’ls demana que expliquin físicament l'emissió espontània, solen invocar l'energia del punt zero del camp electromagnètic. Aquesta visió va ser popularitzada per Victor Weisskopf qui en 1935 va escriure:
| « | De la teoria quàntica es desprèn l'existència de les anomenades oscil·lacions del punt zero; per exemple, cada oscil·lador més baix no està completament en repòs, però sempre es mou en la seva posició d'equilibri. Per tant, les oscil·lacions electromagnètiques tampoc mai poden cessar completament. Per tant, la naturalesa quàntica del camp electromagnètic té com a conseqüència oscil·lacions del punt zero de la intensitat del camp en l'estat d’energia més baixa, en què no hi ha quanta de llum a l'espai ... Les oscil·lacions del punt zero actuen sobre un electró de la mateixa manera que les oscil·lacions elèctriques ordinàries ho fan. Poden canviar l'estat propi de l'electró, però només en una transició a un estat amb l'energia més baixa, ja que l'espai buit només pot treure energia i no renunciar-hi. D'aquesta manera, la radiació espontània sorgeix com a conseqüència de l'existència d'aquestes forces de camp úniques corresponents a oscil·lacions del punt zero. Així, la radiació espontània és la radiació induïda de quantas de llum produïts per oscil·lacions del punt zero de l'espai buit. | » |

Aquesta opinió també va ser recolzada posteriorment per Theodore Welton (1948), que va argumentar que l'emissió espontània «es pot considerar que l'emissió forçosa té lloc sota l'acció del camp fluctuant». Aquesta nova teoria, que Dirac va anomenar l'electrodinàmica quàntica (EDQ), va predir un camp del punt zero o «buit» fluctuant, fins i tot en absència de fonts.
Al llarg de la dècada del 1940, les millores en la tecnologia de microones van permetre prendre mesures més precises del desplaçament dels nivells d’un àtom d’hidrogen, ara conegut com el desplaçament de Lamb, i la mesura del moment magnètic de l'electró. Les discrepàncies entre aquests experiments i la teoria de Dirac van portar a la idea d’incorporar la renormalització a la EDQ per fer front a infinits del punt zero. La renormalització va ser desenvolupada originalment per Hans Kramers i també per Victor Weisskopf (1936), i es va aplicar per primer cop amb èxit per calcular un valor finit per al desplaçament de Lamb per Hans Bethe (1947). Segons l'emissió espontània, aquests efectes es poden entendre en part amb interaccions amb el camp del punt zero. Però, a la llum de la renormalització capaç d’eliminar alguns infinits del punt zero dels càlculs, no tots els físics es van sentir còmodes atribuint a l'energia del punt zero cap significat físic, considerant-la com un artefacte matemàtic que un dia podria ser completament eliminat. A la conferència en el premi Nobel de Wolfgang Pauli de 1945, va deixar clara la seva oposició a la idea de l'energia del punt zero afirmant que «és clar que aquesta energia del punt zero no té realitat física».

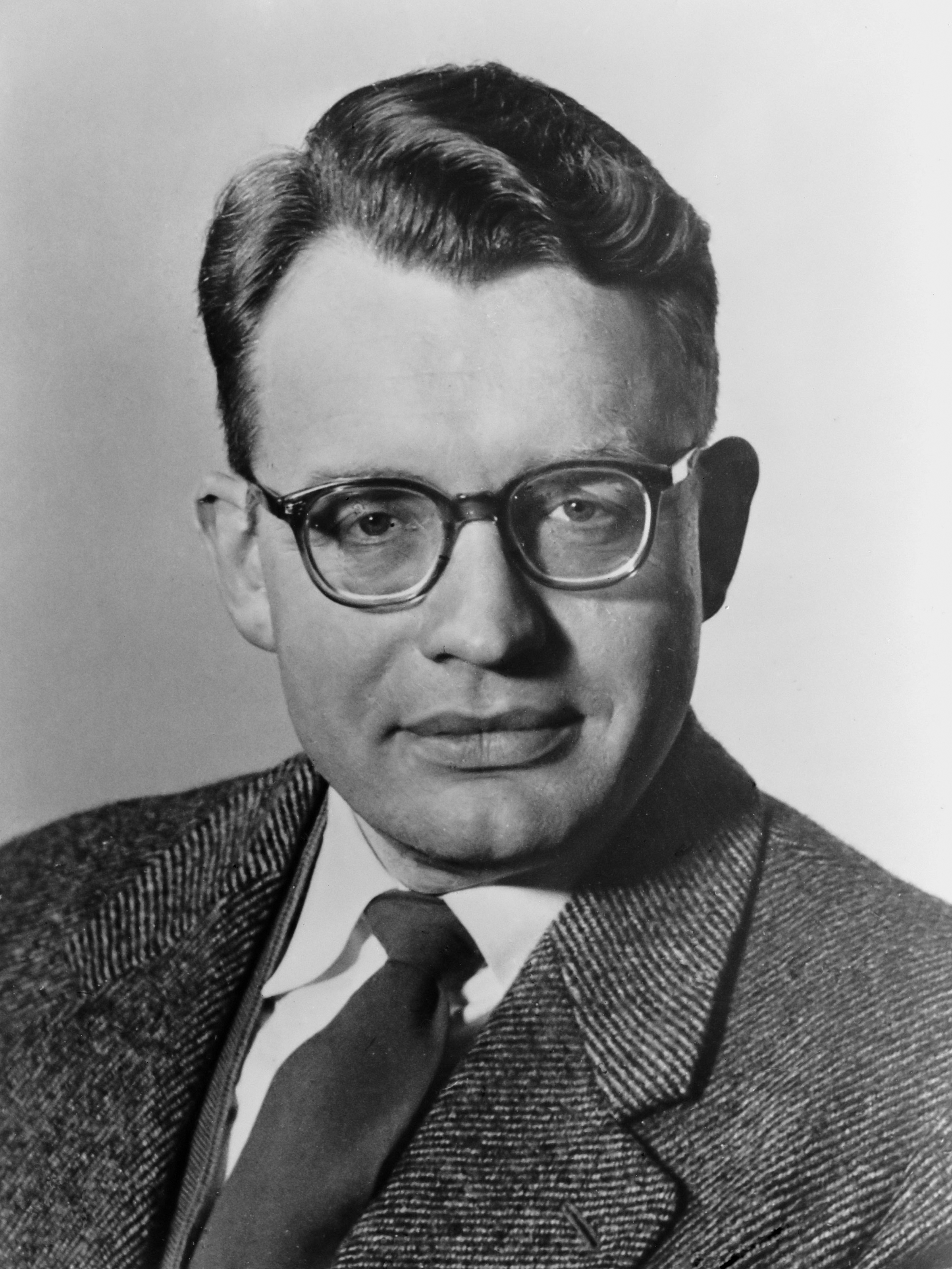
Hendrik Casimir, 1958

El 1948, Hendrik Casimir va demostrar que una conseqüència del camp del punt zero és una força d’atracció entre dues plaques paral·leles sense càrrega i perfectament conductores, l’anomenat efecte Casimir. Aleshores, Casimir estudiava les propietats de les «solucions col·loïdals». Es tracta de materials viscosos, com la pintura i la maionesa, que contenen partícules de mida micronica en una matriu líquida. Les propietats d’aquestes solucions estan determinades per les forces de Van der Waals, forces atractives de curt abast que existeixen entre àtoms neutres i molècules. Un dels col·legues de Casimir, Theo Overbeek, es va adonar que la teoria que es feia servir en aquell moment per explicar les forces de Van der Waals, que havia estat desenvolupada per Fritz London el 1930, no explicava correctament les mesures experimentals dels col·loides. Per tant, Overbeek va demanar a Casimir que investigés el problema. Treballant amb Dirk Polder, Casimir va descobrir que la interacció entre dues molècules neutres només es podia descriure correctament si es tenia en compte el fet que la llum viatja a una velocitat finita. Poc després, després d'una conversa amb Bohr sobre l'energia del punt zero, Casimir es va adonar que aquest resultat es podria interpretar en termes de fluctuacions de buit. Aleshores es va preguntar què passaria si hi hagués dos miralls (en lloc de dues molècules) enfrontats al buit. Va ser aquest treball el que va conduir a la seva famosa predicció d’una força d’atracció entre plaques reflectants. L'obra de Casimir i Polder va obrir el camí cap a una teoria unificada de les forces de Van der Waals i Casimir i un continuum entre els dos fenòmens. Això ho va fer Lifshitz (1956) en el cas de plaques dielèctriques paral·leles planes. El nom genèric de les forces de Van der Waals i Casimir és forces de dispersió, perquè totes dues són causades per dispersions de l’operador del moment dipolar. El paper de les forces relativistes esdevé dominant a ordres de cent nanòmetres.
El 1951 Herbert Callen i Theodore Welton van demostrar el teorema de fluctuació-dissipació (TFD) quàntic, que va ser formulat originalment en forma clàssica per Nyquist (1928) com a explicació del soroll de Johnson observat en circuits elèctrics. El teorema de fluctuació-dissipació va mostrar que quan alguna cosa dissipa l'energia, d'una manera efectivament irreversible, també ha de fluctuar un bany de calor connectat. Les fluctuacions i la dissipació van de la mà; és impossible tenir-ne una sense l’altra. La implicació de la TFD és que el buit es podria tractar com un bany de calor unit a una força dissipativa i, com a tal, l'energia es podria extreure en part del buit per a un treball potencialment útil. S'ha demostrat que la TFD és certa experimentalment sota certes condicions quàntiques, no clàssiques.
El 1963 es va desenvolupar el model Jaynes-Cummings (MJC) que descrivia el sistema d’un àtom de dos nivells que interactua amb un mode de camp quantificat (és a dir, el buit) dins d’una cavitat òptica. Va donar prediccions no intuitives, com ara que l'emissió espontània d’un àtom podria ser impulsada per un camp de freqüència efectivament constant (freqüència de Rabi). A la dècada del 1970 es van dur a terme experiments per provar aspectes de l'òptica quàntica i van demostrar que la velocitat d'emissió espontània d'un àtom es podia controlar mitjançant superfícies reflectants. Aquests resultats es van considerar inicialment amb recel en alguns sectors; es va argumentar que no seria possible cap modificació d'un ràtio d'emissió espontània, al cap i a la fi, com es pot veure afectada l'emissió d'un fotó per l'entorn d'un àtom quan l'àtom només pot «veure» el seu entorn emetent un fotó en primer lloc? Aquests experiments van donar lloc a l'electrodinàmica quàntica de les cavitats (EDQC), l'estudi dels efectes de miralls i cavitats sobre les correccions radiatives. L'emissió espontània es pot suprimir (o «inhibir») o amplificar. Purcell va predir l'amplificació per primera vegada el 1946 (l'efecte Purcell) i ja s'ha comprovat experimentalment. Aquest fenomen es pot entendre, en part, en termes de l’acció del camp del buit sobre l’àtom.

## El principi d’incertesa
L'energia del punt zero està fonamentalment relacionada amb el principi d’incertesa de Heisenberg. En termes generals, el principi d'incertesa estableix que variables complementàries (com ara la posició i l'impuls d'una partícula, o el valor i la derivada d'un camp en un punt de l'espai) no poden ser especificades simultàniament per cap estat quàntic determinat. En particular, no pot existir un estat en què el sistema simplement es quedi immòbil al fons del seu pou de potencial, perquè la seva posició i el seu impuls estarien completament determinats amb una gran precisió arbitrària. Per tant, en canvi, l'estat d’energia més baixa (l'estat fonamental) del sistema ha de tenir una distribució en posició i moment que satisfaci el principi d’incertesa, que implica que la seva energia ha de ser superior al mínim del pou de potencial.
Prop del fons d’un pou de potencial, el hamiltonià d’un sistema general (l'operador mecànic quàntic que dona la seva energia) es pot aproximar com un oscil·lador harmònic quàntic,
{\displaystyle {\hat {H}}=V_{0}+{\tfrac {1}{2}}k\left({\hat {x}}-x_{0}\right)^{2}+{\frac {1}{2m}}{\hat {p}}^{2}\,}
on V0 és el pou de potencial mínim clàssic.
El principi d’incertesa ens ho diu
{\displaystyle {\sqrt {\left\langle \left({\hat {x}}-x_{0}\right)^{2}\right\rangle }}{\sqrt {\left\langle {\hat {p}}^{2}\right\rangle }}\geq {\frac {\hbar }{2}}\,}
fent que es satisfacin els valors esperats dels termes cinètics i potencials anteriors
{\displaystyle \left\langle {\tfrac {1}{2}}k\left({\hat {x}}-x_{0}\right)^{2}\right\rangle \left\langle {\frac {1}{2m}}{\hat {p}}^{2}\right\rangle \geq \left({\frac {\hbar }{4}}\right)^{2}{\frac {k}{m}}\,.}
Per tant, el valor esperat de l'energia ha de ser com a mínim
{\displaystyle \left\langle {\hat {H}}\right\rangle \geq V_{0}+{\frac {\hbar }{2}}{\sqrt {\frac {k}{m}}}=V_{0}+{\frac {\hbar \omega }{2}}}
on ω = √k/m és la freqüència angular a la qual oscil·la el sistema.
Un tractament més exhaustiu, que demostra que l'energia de l'estat fonamental realment satura aquest límit i és exactament E0 = V0 + ħω2, requereix una solució per a l'estat fonamental del sistema.

## Física atòmica
La idea d’un oscil·lador harmònic quàntic i la seva energia associada es pot aplicar a un àtom o a una partícula subatòmica. En física atòmica ordinària, l'energia del punt zero és l'energia associada a l'estat fonamental del sistema. La literatura de física professional tendeix a mesurar la freqüència, tal com s'ha denotat més amunt del text amb ν, mitjançant freqüència angular, denotada amb ω i definida per ω = 2πν. Això condueix a una convenció d'escriure la constant de Planck h amb una barra en la part superior de la lletra ħ per denotar la quantitat h2π. En aquests termes, l'exemple més famós d’energia del punt zero és l’anterior E = ħω2 associat a l'estat fonamental de l’oscil·lador harmònic quàntic. En termes mecànics quàntics, l'energia del punt zero és el valor esperat de l'hamiltonià del sistema en estat fonamental.

L'energia del punt zero E = ħω2 fa que l'estat fonamental d’un oscil·lador harmònic avanci la seva fase (color). Això té efectes mesurables quan es superposen diversos estats propis

Si hi ha més d’un estat fonamental, es diu que són degenerats. Molts sistemes tenen estats fonamentals degenerats. La degeneració es produeix sempre que existeix un operador unitari que actua de forma no trivial sobre un estat fonamental i commuta amb l'hamiltonià del sistema.
Segons la tercera llei de la termodinàmica, existeix un sistema a temperatura zero absolut en el seu estat fonamental; per tant, la seva entropia està determinada per la degeneració de l'estat fonamental. Molts sistemes, com ara una xarxa cristal·lina perfecta, tenen un estat fonamental únic i, per tant, tenen una entropia zero al zero absolut. També és possible que l'estat excitat més alt tingui temperatura zero absoluta per als sistemes que presenten temperatura negativa.
La funció d'ona de l'estat fonamental d'una partícula en un pou unidimensional és una ona sinusoidal de mig període que va a zero a les dues vores del pou. L'energia de la partícula ve donada per:
{\displaystyle {\frac {h^{2}n^{2}}{8mL^{2}}}}
on h és la constant de Planck, m és la massa de la partícula, n és l'estat energètic (n = 1 correspon a l'energia de l'estat fonamental), i L és l'amplada del pou.

## Teoria de camps quàntics
En la teoria de camps quàntics (TCQ), el teixit de l'espai «buit» es visualitza com a format per camps, sent el camp en cada punt de l'espai i el temps un oscil·lador harmònic quàntic, amb els oscil·ladors veïns que interactuen entre si. Segons la TCQ, l'univers està format per camps de matèria (els quanta dels quals són fermions (per exemple, electrons i quarks)), camps de força (els quanta dels quals són bosons (és a dir, fotons i gluons)), i un camp de Higgs (el quanta del qual és el bosó de Higgs). Els camps de matèria i força tenen energia del punt zero. Un terme relacionat és camp del punt zero (CPZ), que és l'estat d'energia més baix d'un camp concret. El buit es pot veure no com a espai buit, sinó com la combinació de tots els camps del punt zero.
En la TCQ, l'energia del punt zero de l'estat de buit s'anomena energia de buit i el valor esperat de l'hamiltonià s'anomena valor esperat del buit (també anomenat condensat, valor d'expectació del buit o VEB). El buit cromodinàmic quàntic (buit CDC) és una part de l'estat del buit que tracta específicament de l'electrodinàmica quàntica (per exemple, interaccions electromagnètiques entre fotons, electrons i el buit) i el buit CDC tracta de cromodinàmica quàntica (per exemple, interaccions de càrrega de color entre quarks, gluons i buit). Experiments recents defensen la idea que les mateixes partícules es poden considerar estats excitats del buit quàntic subjacent i que totes les propietats de la matèria són merament fluctuacions del buit derivades de les interaccions amb el camp del punt zero.
Cada punt de l'espai fa una contribució de E = ħω2, resultant en un càlcul d’energia infinita del punt zero en qualsevol volum finit; aquesta és una de les raons per les quals cal una renormalització per donar sentit a les teories quàntiques dels camps. En cosmologia, l'energia del buit és una possible explicació de la constant cosmològica i la font d'energia fosca.
Els científics no estan d’acord sobre la quantitat d’energia que conté el buit. La mecànica quàntica requereix que l'energia sigui gran, tal com afirmava Paul Dirac, com un mar d'energia. Altres científics especialitzats en la relativitat general requereixen que l'energia sigui prou petita perquè la curvatura de l'espai coincideixi amb l'astronomia observada. El principi d’incertesa de Heisenberg permet que l'energia sigui tan gran com sigui necessària per promoure accions quàntiques durant un breu moment, fins i tot si l'energia mitjana és prou petita per satisfer la relativitat i l'espai pla. Per fer front a desacords, l'energia del buit es descriu com un potencial energètic virtual d’energia positiva i negativa.
En la teoria de les pertorbacions quàntiques, de vegades es diu que la contribució dels diagrames de Feynman d'un bucle i de diversos bucles als propagadors de partícules elementals són la contribució de les fluctuacions del buit, o l'energia del punt zero a les masses de partícules.

### El buit electrodinàmic quàntic
El camp de força quantificat més antic i més conegut és el camp electromagnètic. Les equacions de Maxwell han estat substituïdes per l'electrodinàmica quàntica (EDQ). En considerar l'energia del punt zero que sorgeix de l'EDQ, és possible obtenir una comprensió característica de l'energia del punt zero que sorgeix no només a través de les interaccions electromagnètiques, sinó en totes les teories de camps quàntics.

#### Redefinint el zero d’energia
En la teoria quàntica del camp electromagnètic, les amplituds d'ona clàssiques α i α* són substituïdes per operadors a i a† que satisfan:
{\displaystyle \left[a,a^{\dagger }\right]=1}
La quantitat clàssica |α|² que apareix a l'expressió clàssica per a l'energia d'un mode de camp és substituït en la teoria quàntica per l'operador de números de fotons a†a. El fet que:
{\displaystyle \left[a,a^{\dagger }a\right]\neq 1}
implica que la teoria quàntica no permet els estats del camp de radiació per als quals es pot definir amb precisió el nombre de fotons i una amplitud de camp, és a dir, no podem tenir estats propis simultanis per a†a i a. La conciliació dels atributs d'ona i partícula del camp s'aconsegueix mitjançant l'associació d'una amplitud de probabilitat amb un patró de mode clàssic. El càlcul dels modes de camp és un problema totalment clàssic, mentre que les propietats quàntiques del camp són portades pel mode «amplituds» a† i a associats a aquests modes clàssics.
L'energia del punt zero del camp sorgeix formalment a partir de la no-commutativitat de a i a†. Això és cert per a qualsevol oscil·lador harmònic: l'energia de punt zero ħω2 apareix quan escrivim l'hamiltonià:
{\displaystyle {\begin{aligned}H_{cl}&={\frac {p^{2}}{2m}}+{\tfrac {1}{2}}m\omega ^{2}{q}^{2}\\&={\tfrac {1}{2}}\hbar \omega \left(aa^{\dagger }+a^{\dagger }a\right)\\&=\hbar \omega \left(a^{\dagger }a+{\tfrac {1}{2}}\right)\end{aligned}}}
Sovint s'argumenta que l'univers sencer està completament banyat en el camp electromagnètic del punt zero i, com a tal, només pot afegir una quantitat constant als valors d'expectació. Per tant, les mesures físiques revelaran només desviacions de l'estat del buit. Per tant, l'energia del punt zero es pot eliminar de l'hamiltonià redefinint el zero d'energia, o argumentant que és una constant i, per tant, no té cap efecte sobre les equacions de moviment de Heisenberg. Així, podem optar per declarar que l'estat fonamental té energia nul·la i que un camp hamiltonià, per exemple, es pot substituir per:
{\displaystyle {\begin{aligned}H_{F}-\left\langle 0|H_{F}|0\right\rangle &={\tfrac {1}{2}}\hbar \omega \left(aa^{\dagger }+a^{\dagger }a\right)-{\tfrac {1}{2}}\hbar \omega \\&=\hbar \omega \left(a^{\dagger }a+{\tfrac {1}{2}}\right)-{\tfrac {1}{2}}\hbar \omega \\&=\hbar \omega a^{\dagger }a\end{aligned}}}
sense afectar cap predicció física de la teoria. Es diu que el nou hamiltonià està normalment ordenat (o ordenat per Wick) i es denota amb un símbol de doble punt. Es denota l’hamiltonià ordenat normalment :HF, és a dir:
{\displaystyle :H_{F}:\equiv \hbar \omega \left(aa^{\dagger }+a^{\dagger }a\right):\equiv \hbar \omega a^{\dagger }a}
Dit d’una altra manera, dins del símbol d'ordenació normal podem canviar-lo per a i a†. Atès que l'energia del punt zero està íntimament connectada a la no-commutativitat de a i a†, el procediment d'ordenació normal elimina qualsevol contribució del camp del punt zero. Això és especialment raonable en el cas del camp hamiltonià, ja que el terme del punt zero només afegeix una energia constant que es pot eliminar mitjançant una simple redefinició del zero d'energia. A més, aquesta energia constant en el hamiltonià òbviament commuta amb a i a† i, per tant, no pot tenir cap efecte sobre la dinàmica quàntica descrita per les equacions de moviment de Heisenberg.
Tot i això, les coses no són tan senzilles. L'energia del punt zero no es pot eliminar deixant la seva energia de l’hamiltonià: quan fem això i resolem l'equació de Heisenberg per a un operador de camp, hem d’incloure el camp del buit, que és la part homogènia de la solució per a l’operador de camp. De fet, podem demostrar que el camp del buit és essencial per a la preservació dels commutadors i la formalitat de l'EDQ. Quan calculem l'energia del camp, obtenim no només una contribució de partícules i forces que poden estar presents, sinó també una contribució del propi camp del buit, és a dir, l'energia del camp del punt zero. En altres paraules, l'energia del punt zero torna a aparèixer tot i que és possible que l’haguem suprimit del hamiltonià.

#### El camp electromagnètic a l'espai lliure
A partir de les equacions de Maxwell, l'energia electromagnètica d'un camp «lliure», és a dir, un sense fonts, es descriu mitjançant:
{\displaystyle {\begin{aligned}H_{F}&={\frac {1}{8\pi }}\int d^{3}r\left(\mathbf {E} ^{2}+\mathbf {B} ^{2}\right)\\&={\frac {k^{2}}{2\pi }}|\alpha (t)|^{2}\end{aligned}}}
Introduïm la «funció de mode» A0(r) que satisfà l'equació de Helmholtz:
{\displaystyle \left(\nabla ^{2}+k^{2}\right)\mathbf {A} _{0}(\mathbf {r} )=0}
on k = ωc i suposem que es normalitza de manera que:
{\displaystyle \int d^{3}r\left|\mathbf {A} _{0}(\mathbf {r} )\right|^{2}=1}
Volem «quantificar» l'energia electromagnètica de l'espai lliure per a un camp multimode. La intensitat del camp de l'espai lliure ha de ser independent de la posició tal que |A0(r)|² ha de ser independent de r per a cada mode del camp. La funció de mode que compleix aquestes condicions és:
{\displaystyle \mathbf {A} _{0}(\mathbf {r} )=e_{\mathbf {k} }e^{i\mathbf {k} \cdot \mathbf {r} }}
on k · ek = 0 per tal de tenir la condició de transversalitat ∇ · A(r,t) satisfet pel gauge de Coulomb en què treballem.
Per aconseguir la normalització desitjada, pretenem que l'espai es divideixi en cubs de volum V = L3 i imposar al camp la condició de límit periòdic:
{\displaystyle \mathbf {A} (x+L,y+L,z+L,t)=\mathbf {A} (x,y,z,t)}
o equivalents
{\displaystyle \left(k_{x},k_{y},k_{z}\right)={\frac {2\pi }{L}}\left(n_{x},n_{y},n_{z}\right)}
on n pot assumir qualsevol valor enter. Això ens permet considerar el camp en qualsevol dels cubs imaginaris i definir la funció de mode:
{\displaystyle \mathbf {A} _{\mathbf {k} }(\mathbf {r} )={\frac {1}{\sqrt {V}}}e_{\mathbf {k} }e^{i\mathbf {k} \cdot \mathbf {r} }}
que satisfà l'equació de Helmholtz, la transversalitat i la «normalització de la caixa»:
{\displaystyle \int _{V}d^{3}r\left|\mathbf {A} _{\mathbf {k} }(\mathbf {r} )\right|^{2}=1}
on ek es tria com a vector unitari que especifica la polarització del mode de camp. La condició k · ek = 0 significa que hi ha dues opcions independents de ek, que anomenem ek1 i ek2 on ek1 · ek2 = 0 i e2
k1 = e2
k2 = 1. Així definim les funcions de mode:
{\displaystyle \mathbf {A} _{\mathbf {k} \lambda }(\mathbf {r} )={\frac {1}{\sqrt {V}}}e_{\mathbf {k} \lambda }e^{i\mathbf {k} \cdot \mathbf {r} }\,,\quad \lambda ={\begin{cases}1<\\2\end{cases}}}>
en termes dels quals es converteix el potencial vectorial:
{\displaystyle \mathbf {A} _{\mathbf {k} \lambda }(\mathbf {r} ,t)={\sqrt {\frac {2\pi \hbar c^{2}}{\omega _{k}V}}}\left[a_{\mathbf {k} \lambda }(0)e^{i\mathbf {k} \cdot \mathbf {r} }+a_{\mathbf {k} \lambda }^{\dagger }(0)e^{-i\mathbf {k} \cdot \mathbf {r} }\right]e_{\mathbf {k} \lambda }}
o:
{\displaystyle \mathbf {A} _{\mathbf {k} \lambda }(\mathbf {r} ,t)={\sqrt {\frac {2\pi \hbar c^{2}}{\omega _{k}V}}}\left[a_{\mathbf {k} \lambda }(0)e^{-i(\omega _{k}t-\mathbf {k} \cdot \mathbf {r} )}+a_{\mathbf {k} \lambda }^{\dagger }(0)e^{i(\omega _{k}t-\mathbf {k} \cdot \mathbf {r} )}\right]}
on ωk = kc i akλ, a†
kλ són operadors de creació i aniquilació de fotons per al mode amb vector d'ona k i polarització λ. Això dona el potencial vectorial per a un mode d'ona plana del camp. La condició per a (kx, ky, kz) mostra que hi ha infinitament aquests modes. La linealitat de les equacions de Maxwell ens permet escriure: 
{\displaystyle \mathbf {A} (\mathbf {r} t)=\sum _{\mathbf {k} \lambda }{\sqrt {\frac {2\pi \hbar c^{2}}{\omega _{k}V}}}\left[a_{\mathbf {k} \lambda }(0)e^{i\mathbf {k} \cdot \mathbf {r} }+a_{\mathbf {k} \lambda }^{\dagger }(0)e^{-i\mathbf {k} \cdot \mathbf {r} }\right]e_{\mathbf {k} \lambda }}
per al potencial vectorial total en l'espai lliure. Utilitzant el fet que:
{\displaystyle \int _{V}d^{3}r\mathbf {A} _{\mathbf {k} \lambda }(\mathbf {r} )\cdot \mathbf {A} _{\mathbf {k} '\lambda '}^{\ast }(\mathbf {r} )=\delta _{\mathbf {k} ,\mathbf {k} '}^{3}\delta _{\lambda ,\lambda '}}
trobem que el camp hamiltonià és:
{\displaystyle H_{F}=\sum _{\mathbf {k} \lambda }\left(\hbar \omega _{k}\left(a_{\mathbf {k} \lambda }^{\dagger }a_{\mathbf {k} \lambda }\right)+{\tfrac {1}{2}}\right)}
Aquest és el hamiltonià per a un nombre infinit d'oscil·ladors harmònics desacoblats. Així, diferents modes del camp són independents i satisfan les relacions de commutació:
{\displaystyle {\begin{aligned}\left[a_{\mathbf {k} \lambda }(t),a_{\mathbf {k} '\lambda '}^{\dagger }(t)\right]&=\delta _{\mathbf {k} ,\mathbf {k} '}^{3}\delta _{\lambda ,\lambda '}\\[10px]\left[a_{\mathbf {k} \lambda }(t),a_{\mathbf {k} '\lambda '}(t)\right]&=\left[a_{\mathbf {k} \lambda }^{\dagger }(t),a_{\mathbf {k} '\lambda '}^{\dagger }(t)\right]=0\end{aligned}}}
És clar que el mínim valor propi per a HF és:
{\displaystyle \sum _{\mathbf {k} \lambda }{\tfrac {1}{2}}\hbar \omega _{k}}
Aquest estat descriu l'energia del punt zero del buit. Sembla que aquesta suma és divergent, de fet molt divergent, ja que inclou el factor de densitat
{\displaystyle {\frac {8\pi v^{2}dv}{c^{3}}}V}
La suma esdevé aproximadament la integral:
{\displaystyle {\frac {4\pi hV}{c^{3}}}\int v^{3}\,dv}
per a valors alts de v. Divergeix proporcionalment a v4 per a v grans.
Hi ha dues preguntes diferents a tenir en compte. En primer lloc, és real la divergència tal que l'energia del punt zero és realment infinita? Si considerem que el volum V és contingut per parets perfectament conductores, les freqüències molt altes només es poden contenir prenent una conducció cada vegada més perfecta. No és possible un mètode real de contenir les altes freqüències. Aquests modes no seran estacionaris a la nostra caixa i, per tant, no es podran comptabilitzar en el contingut d’energia estacionària. Per tant, des d’aquest punt de vista físic, la suma anterior només s'hauria d’estendre a les freqüències comptables; una energia de tall és, doncs, eminentment raonable. No obstant això, a l'escala d'un «univers» s'han d'incloure qüestions de relativitat general. Suposem que fins i tot les caixes es podrien reproduir, encaixar i tancar bé curvant l'espaitemps. Aleshores, poden ser possibles les condicions exactes per a les ones corrents. Tanmateix, els quanta de freqüència molt alta encara no es conteniran. Segons els «geons» de John Wheeler, aquests sortiran del sistema. Així doncs, de nou es permet un tall, gairebé necessari. La qüestió aquí es converteix en consistència, ja que els quanta d’energia molt elevada actuaran com a font de massa i començaran a corbar la geometria.
Això condueix a la segona pregunta. Divergent o no, finita o infinita, l'energia del punt zero té alguna importància física? Sovint es fomenta ignorar tota l'energia del punt zero per a tots els càlculs pràctics. La raó d'això és que les energies no solen ser definides per un punt de dades arbitrari, sinó més aviat canvis en els punts de dades, de manera que s'hauria de permetre afegir o restar una constant (encara que sigui infinita). Tanmateix, aquesta no és tota la història, en realitat l'energia no està tan arbitràriament definida: en la relativitat general l'origen de la curvatura de l'espaitemps és el contingut d’energia i allà la quantitat absoluta d’energia té un significat físic real. No hi ha una constant additiva arbitrària amb densitat d'energia de camp. La densitat d'energia corba l'espai i un augment de la densitat d'energia produeix un augment de la curvatura. A més, la densitat d'energia del punt zero té altres conseqüències físiques, per exemple. l'efecte Casimir, la contribució al desplaçament de Lamb, o el moment magnètic anòmal de l'electró, és evident que no es pot cancel·lar només una constant matemàtica o un artefacte.

#### Necessitat del camp del buit al buit electrodinàmic quàntic
L'estat de buit del camp electromagnètic «lliure» (el que no té fonts) es defineix com l'estat fonamental en què nkλ = 0 per a tots els modes (k, λ). L'estat de buit, com tots els estats estacionaris del camp, és un estat propi del hamiltonià, però no els operadors de camp elèctric i magnètic. Per tant, en l'estat de buit, els camps elèctrics i magnètics no tenen valors definits. Ens podem imaginar que fluctuen sobre el seu valor mitjà de zero.
En un procés en què un fotó és aniquilat (absorbit), podem pensar que el fotó fa una transició a l'estat de buit. De la mateixa manera, quan es crea (emet) un fotó, en ocasions és útil imaginar que el fotó ha fet una transició fora de l'estat de buit. Un àtom, per exemple, es pot considerar «vestit» per emissió i reabsorció de «fotons virtuals» del buit. L'energia de l'estat de buit descrita per ∑kλ ħωk2 és infinit. Podem fer la substitució:
{\displaystyle \sum _{\mathbf {k} \lambda }\longrightarrow \sum _{\lambda }\left({\frac {1}{2\pi }}\right)^{3}\int d^{3}k={\frac {V}{8\pi ^{3}}}\sum _{\lambda }\int d^{3}k}
la densitat d'energia del punt zero és:
{\displaystyle {\begin{aligned}{\frac {1}{V}}\sum _{\mathbf {k} \lambda }{\tfrac {1}{2}}\hbar \omega _{k}&={\frac {2}{8\pi ^{3}}}\int d^{3}k{\tfrac {1}{2}}\hbar \omega _{k}\\&={\frac {4\pi }{4\pi ^{3}}}\int dk\,k^{2}\left({\tfrac {1}{2}}\hbar \omega _{k}\right)\\&={\frac {\hbar }{2\pi ^{2}c^{3}}}\int d\omega \,\omega ^{3}\end{aligned}}}
o en altres paraules, la densitat d'energia espectral del camp de buit:
{\displaystyle \rho _{0}(\omega )={\frac {\hbar \omega ^{3}}{8\pi ^{2}c^{3}}}}
Per tant, la densitat d'energia de punt zero en el rang de freqüència de ω1 a ω₂ és:
{\displaystyle \int _{\omega _{1}}^{\omega _{2}}d\omega \rho _{0}(\omega )={\frac {\hbar }{8\pi ^{2}c^{3}}}\left(\omega _{2}^{4}-\omega _{1}^{4}\right)}
Això pot ser gran fins i tot en regions relativament estretes de «baixa freqüència» de l'espectre. Per exemple, a la regió òptica de 400 a 700 nm, l'equació anterior produeix al voltant de 220 erg / cm3.
Hem mostrat a la secció anterior que l'energia del punt zero es pot eliminar del hamiltonià mitjançant la prescripció normal d'ordres. Tanmateix, aquesta eliminació no significa que el camp de buit s'hagi deixat sense importància o sense conseqüències físiques. Per il·lustrar aquest punt considerem un oscil·lador dipolar lineal al buit. El hamiltonià de l'oscil·lador més el camp amb el qual interactua és:
{\displaystyle H={\frac {1}{2m}}\left(\mathbf {p} -{\frac {e}{c}}\mathbf {A} \right)^{2}+{\tfrac {1}{2}}m\omega _{0}^{2}\mathbf {x} ^{2}+H_{F}}
Té la mateixa forma que les equacions de moviment clàssiques hamiltonianes i de Heisenberg per a l'oscil·lador i el camp són formalment les mateixes que les seves contraparts clàssiques. Per exemple, les equacions de Heisenberg per a la coordenada x i el momentum canònic p = mẋ +eAc de l’oscil·lador són:
{\displaystyle {\begin{aligned}\mathbf {\dot {x}} &=(i\hbar )^{-1}[\mathbf {x} .H]={\frac {1}{m}}\left(\mathbf {p} -{\frac {e}{c}}\mathbf {A} \right)\\\mathbf {\dot {p}} &=(i\hbar )^{-1}[\mathbf {p} .H]{\begin{aligned}&={\tfrac {1}{2}}\nabla \left(\mathbf {p} -{\frac {e}{c}}\mathbf {A} \right)^{2}-m\omega _{0}^{2}\mathbf {\dot {x}} \\&=-{\frac {1}{m}}\left[\left(\mathbf {p} -{\frac {e}{c}}\mathbf {A} \right)\cdot \nabla \right]\left[-{\frac {e}{c}}\mathbf {A} \right]-{\frac {1}{m}}\left(\mathbf {p} -{\frac {e}{c}}\mathbf {A} \right)\times \nabla \times \left[-{\frac {e}{c}}\mathbf {A} \right]-m\omega _{0}^{2}\mathbf {\dot {x}} \\&={\frac {e}{c}}(\mathbf {\dot {x}} \cdot \nabla )\mathbf {A} +{\frac {e}{c}}\mathbf {\dot {x}} \times \mathbf {B} -m\omega _{0}^{2}\mathbf {\dot {x}} \end{aligned}}\end{aligned}}}
o:
{\displaystyle {\begin{aligned}m\mathbf {\ddot {x}} &=\mathbf {\dot {p}} -{\frac {e}{c}}\mathbf {\dot {A}} \\&=-{\frac {e}{c}}\left[\mathbf {\dot {A}} -\left(\mathbf {\dot {x}} \cdot \nabla \right)\mathbf {A} \right]+{\frac {e}{c}}\mathbf {\dot {x}} \times \mathbf {B} -m\omega _{0}^{2}\mathbf {x} \\&=e\mathbf {E} +{\frac {e}{c}}\mathbf {\dot {x}} \times \mathbf {B} -m\omega _{0}^{2}\mathbf {x} \end{aligned}}}
ja que la relació de canvi del vector potencial en el marc de la càrrega mòbil ve donada per la derivada convectiva
{\displaystyle \mathbf {\dot {A}} ={\frac {\partial \mathbf {A} }{\partial t}}+(\mathbf {\dot {x}} \cdot \nabla )\mathbf {A} ^{3}\,.}
Per a moviments no relativistes, podem descuidar la força magnètica i substituir l'expressió de mẍ per:
{\displaystyle {\begin{aligned}\mathbf {\ddot {x}} +\omega _{0}^{2}\mathbf {x} &\approx {\frac {e}{m}}\mathbf {E} \\&\approx \sum _{\mathbf {k} \lambda }{\sqrt {\frac {2\pi \hbar \omega _{k}}{V}}}\left[a_{\mathbf {k} \lambda }(t)+a_{\mathbf {k} \lambda }^{\dagger }(t)\right]e_{\mathbf {k} \lambda }\end{aligned}}}
Més amunt hem fet l’aproximació dipolar elèctrica en què es descuida la dependència espacial del camp. L'equació de Heisenberg per akλ es troba de la mateixa manera que del hamiltonià:
{\displaystyle {\dot {a}}_{\mathbf {k} \lambda }=i\omega _{k}a_{\mathbf {k} \lambda }+ie{\sqrt {\frac {2\pi }{\hbar \omega _{k}V}}}\mathbf {\dot {x}} \cdot e_{\mathbf {k} \lambda }}
En l'aproximació dipolar elèctrica.
En derivar aquestes equacions per a x, p i akλ, hem utilitzat el fet que els operadors de partícules i de camps a temps igual es desplacen. Això es desprèn de la suposició que els operadors de partícules i camps es desplacen en algun moment (per exemple, t = 0) quan es suposa que comença la interpretació del camp matèria, juntament amb el fet que un operador de la imatge de Heisenberg A(t) evoluciona en el temps com A(t) = U†(t)A(0)U(t), on U(t) és l'operador d'evolució temporal que satisfà
{\displaystyle i\hbar {\dot {U}}=HU\,,\quad U^{\dagger }(t)=U^{-1}(t)\,,\quad U(0)=1\,.}
Alternativament, podem argumentar que aquests operadors han de desplaçar-se si volem obtenir les equacions de moviment correctes del hamiltonià, de la mateixa manera que han de desaparèixer els claudators de Poisson corresponents a la teoria clàssica per generar les equacions de Hamilton correctes. La solució formal de l'equació de camp és:
{\displaystyle a_{\mathbf {k} \lambda }(t)=a_{\mathbf {k} \lambda }(0)e^{-i\omega _{k}t}+ie{\sqrt {\frac {2\pi }{\hbar \omega _{k}V}}}\int _{0}^{t}dt'\,e_{\mathbf {k} \lambda }\cdot \mathbf {\dot {x}} (t')e^{i\omega _{k}\left(t'-t\right)}}
i, per tant, l'equació de ȧkλ es pot escriure:
{\displaystyle \mathbf {\ddot {x}} +\omega _{0}^{2}\mathbf {x} ={\frac {e}{m}}\mathbf {E} _{0}(t)+{\frac {e}{m}}\mathbf {E} _{RR}(t)}
on:
{\displaystyle \mathbf {E} _{0}(t)=i\sum _{\mathbf {k} \lambda }{\sqrt {\frac {2\pi \hbar \omega _{k}}{V}}}\left[a_{\mathbf {k} \lambda }(0)e^{-i\omega _{k}t}-a_{\mathbf {k} \lambda }^{\dagger }(0)e^{i\omega _{k}t}\right]e_{\mathbf {k} \lambda }}
i:
{\displaystyle \mathbf {E} _{RR}(t)=-{\frac {4\pi e}{V}}\sum _{\mathbf {k} \lambda }\int _{0}^{t}dt'\left[e_{\mathbf {k} \lambda }\cdot \mathbf {\dot {x}} \left(t'\right)\right]\cos \omega _{k}\left(t'-t\right)}
Es pot demostrar que en el camp de reacció de la radiació, si la massa m es considera la massa «observada», podem prendre:
{\displaystyle \mathbf {E} _{RR}(t)={\frac {2e}{3c^{3}}}\mathbf {\ddot {x}} }
El camp total que actua sobre el dipol té dues parts, E0(t) i ERR(t). E0(t) és el camp lliure o del punt zero que actua sobre el dipol. És la solució homogènia de l'equació de Maxwell per al camp que actua sobre el dipol, és a dir, la solució, en la posició del dipol, de l'equació d'ones
{\displaystyle \left[\nabla ^{2}-{\frac {1}{c^{2}}}{\frac {\partial ^{2}}{\partial t^{2}}}\right]\mathbf {E} =0}
satisfet pel camp al buit (lliure de font). Per aquesta raó E0(t) sovint es coneix com el «camp de buit», tot i que és un operador de la representació de Heisenberg que actua en qualsevol estat del camp que resulti apropiat a t = 0. ERR(t) és el camp font, el camp generat pel dipol i que actua sobre el dipol.
Utilitzant l'equació anterior per a ERR(t) obtenim una equació per a l’operador de la representació de Heisenberg {\displaystyle \mathbf {x} (t)} que és formalment el mateix que l'equació clàssica per a un oscil·lador dipolar lineal:
{\displaystyle \mathbf {\ddot {x}} +\omega _{0}^{2}\mathbf {x} -\tau \mathbf {\overset {...}{x}} ={\frac {e}{m}}\mathbf {E} _{0}(t)}
on τ = 2e²3mc3. En aquest cas, hem considerat un dipol al buit, sense que hi actuï cap camp «extern». El paper del camp extern en l'equació anterior el juga el camp elèctric al buit que actua sobre el dipol.
Clàssicament, cap dipol al buit no actua sobre cap camp «extern»; si no hi ha fonts diferents del dipol mateix, l'únic camp que actua sobre el dipol és el seu propi camp de reacció de radiació. Però en teoria quàntica sempre hi ha un camp «extern», és a dir, el camp lliure de fonts o el buit E0(t).
Segons l'equació anterior per a akλ(t) el camp lliure és l'únic camp existent a t = 0 com el moment en què «s'activa» la interacció entre el dipol i el camp. El vector d'estat del sistema dipol-camp a t = 0 és per tant de la forma
{\displaystyle |\Psi \rangle =|{\text{vac}}\rangle |\psi _{D}\rangle \,}
on |vac⟩ és l'estat de buit del camp i |ψD⟩ és l'estat inicial de l'oscil·lador dipolar. Per tant, el valor esperat del camp lliure és en tot moment igual a zero:
{\displaystyle \langle \mathbf {E} _{0}(t)\rangle =\langle \Psi |\mathbf {E} _{0}(t)|\Psi \rangle =0}
des de akλ(0)|vac⟩ = 0. No obstant això, la densitat d'energia associada al camp lliure és infinita:
{\displaystyle {\begin{aligned}{\frac {1}{4\pi }}\left\langle \mathbf {E} _{0}^{2}(t)\right\rangle &={\frac {1}{4\pi }}\sum _{\mathbf {k} \lambda }\sum _{\mathbf {k'} \lambda '}{\sqrt {\frac {2\pi \hbar \omega _{k}}{V}}}{\sqrt {\frac {2\pi \hbar \omega _{k'}}{V}}}\times \left\langle a_{\mathbf {k} \lambda }(0)a_{\mathbf {k'} \lambda '}^{\dagger }(0)\right\rangle \\&={\frac {1}{4\pi }}\sum _{\mathbf {k} \lambda }\left({\frac {2\pi \hbar \omega _{k}}{V}}\right)\\&=\int _{0}^{\infty }dw\,\rho _{0}(\omega )\end{aligned}}}
El punt important d'això és que l'energia del camp del punt zero HF no afecta l 'equació de Heisenberg per a akλ ja que és un número c o una constant (és a dir, un nombre ordinari en lloc d’un operador) i commuta amb akλ. Per tant, podem extreure l'energia de camp del punt zero del hamiltonià, com es fa habitualment. Però el camp del punt zero torna a sorgir com la solució homogènia per a l'equació de camp. Per tant, una partícula carregada al buit sempre veurà un camp del punt zero de densitat infinita. Aquest és l'origen d'una de les infinitats de l'electrodinàmica quàntica, i no pot ser eliminat per la trivial caiguda expedient del terme ∑kλ ħωk2 al camp hamiltonià.
El camp lliure és de fet necessari per a la consistència formal de la teoria. En particular, és necessari per a la preservació de les relacions de commutació, que és requerida per la unitària de l'evolució del temps a la teoria quàntica:
{\displaystyle {\begin{aligned}\left[z(t),p_{z}(t)\right]&=\left[U^{\dagger }(t)z(0)U(t),U^{\dagger }(t)p_{z}(0)U(t)\right]\\&=U^{\dagger }(t)\left[z(0),p_{z}(0)\right]U(t)\\&=i\hbar U^{\dagger }(t)U(t)\\&=i\hbar \end{aligned}}}
Podem calcular [z(t),pz(t)] a partir de la solució formal de l'equació de moviment de l’operador
{\displaystyle \mathbf {\ddot {x}} +\omega _{0}^{2}\mathbf {x} -\tau \mathbf {\overset {...}{x}} ={\frac {e}{m}}\mathbf {E} _{0}(t)}
Utilitzant el fet que
{\displaystyle \left[a_{\mathbf {k} \lambda }(0),a_{\mathbf {k'} \lambda '}^{\dagger }(0)\right]=\delta _{\mathbf {kk'} }^{3},\delta _{\lambda \lambda '}}
i que els operadors de camp i de partícules a temps igual es desplacen, obtenim:
{\displaystyle {\begin{aligned}[z(t),p_{z}(t)]&=\left[z(t),m{\dot {z}}(t)\right]+\left[z(t),{\frac {e}{c}}A_{z}(t)\right]\\&=\left[z(t),m{\dot {z}}(t)\right]\\&=\left({\frac {i\hbar e^{2}}{2\pi ^{2}mc^{3}}}\right)\left({\frac {8\pi }{3}}\right)\int _{0}^{\infty }{\frac {d\omega \,\omega ^{4}}{\left(\omega ^{2}-\omega _{0}^{2}\right)^{2}+\tau ^{2}\omega ^{6}}}\end{aligned}}}
Per a l’oscil·lador dipolar considerat es pot suposar que la velocitat d’amortiment radiatiu és petita en comparació amb la freqüència d'oscil·lació natural, és a dir, τω0 ≪ 1. Aleshores, l’integrand de dalt arriba a un augment vertiginós ω = ω0 i:
{\displaystyle {\begin{aligned}\left[z(t),p_{z}(t)\right]&\approx {\frac {2i\hbar e^{2}}{3\pi mc^{3}}}\omega _{0}^{3}\int _{-\infty }^{\infty }{\frac {dx}{x^{2}+\tau ^{2}\omega _{0}^{6}}}\\&=\left({\frac {2i\hbar e^{2}\omega _{0}^{3}}{3\pi mc^{3}}}\right)\left({\frac {\pi }{\tau \omega _{0}^{3}}}\right)\\&=i\hbar \end{aligned}}}
la necessitat del camp de buit també es pot apreciar fent la petita aproximació d'amortiment en
{\displaystyle {\begin{aligned}&\mathbf {\ddot {x}} +\omega _{0}^{2}\mathbf {x} -\tau \mathbf {\overset {...}{x}} ={\frac {e}{m}}\mathbf {E} _{0}(t)\\&\mathbf {\ddot {x}} \approx -\omega _{0}^{2}\mathbf {x} (t)&&\mathbf {\overset {...}{x}} \approx -\omega _{0}^{2}\mathbf {\dot {x}} \end{aligned}}}
i
{\displaystyle \mathbf {\ddot {x}} +\tau \omega _{0}^{2}\mathbf {\dot {x}} +\omega _{0}^{2}\mathbf {x} \approx {\frac {e}{m}}\mathbf {E} _{0}(t)}
Sense el camp lliure E0(t) en aquesta equació, l'operador x(t) estaria esmorteït exponencialment, i els commutadors com [z(t),pz(t)] s'aproximarien a zero per t ≫ 1τω2
0. Amb el camp de buit inclòs, però, el commutador és iħ en tot moment, tal com ho requereix la unitaritat, i com acabem de demostrar. Un resultat similar es treballa fàcilment en el cas d’una partícula lliure en lloc d’un oscil·lador dipolar.
El que tenim aquí és un exemple d'una «eufòria fluctuació-dissipació». En termes generals, si un sistema està acoblat a un bany que pot treure energia del sistema d’una manera efectivament irreversible, el bany també ha de causar fluctuacions. Les fluctuacions i la dissipació van de la mà, no podem tenir-ne una sense l’altra. En l'exemple actual, l'acoblament d'un oscil·lador dipolar al camp electromagnètic té un component dissipatiu, en forma de camp del punt zero (buit); atesa l'existència de reaccions de radiació, el camp de buit també ha d'existir per preservar la regla de commutació canònica i tot el que comporta.
La densitat espectral del camp del buit es fixa mitjançant la forma del camp de reacció de radiació, o viceversa; perquè el camp de reacció de radiació varia amb la derivada tercera de x, la densitat d’energia espectral del camp del buit ha de ser proporcional a la tercera potència de ω perquè [z(t),pz(t)] es mantingui. Per contra, en el cas d’una força dissipativa proporcional a ẋ, la força de fluctuació ha de ser proporcional a {\displaystyle \omega } per tal de mantenir la relació de commutació canònica. Aquesta relació entre la forma de la dissipació i la densitat espectral de la fluctuació és l'essència del teorema de fluctuació-dissipació.
El fet que es mantingui la relació de commutació canònica d’un oscil·lador harmònic acoblat al camp de buit implica que es conservi l'energia del punt zero de l’oscil·lador. És fàcil demostrar que, després d'uns quants temps d’amortiment, el moviment del punt zero de l’oscil·lador és de fet sostingut pel camp del punt zero impulsor.

### El buit cromodinàmic quàntic
El buit CDQ és l'estat del buit de la cromodinàmica quàntica (CDQ). És un exemple d’un estat del buit no perturbatiu, caracteritzat per condensats que no s'esvaeixen com el condensat de gluó i el condensat de quark en la teoria completa que inclou quarks. La presència d’aquests condensats caracteritza la fase confinada de la matèria de quarks. En termes tècnics, els gluons són bosons de gauge vectorials que medien les interaccions fortes dels quarks en la cromodinàmica quàntica (CDQ). Els mateixos gluons porten la càrrega de color de la interacció forta. Això és diferent al fotó, que media la interacció electromagnètica però no té càrrega elèctrica. Per tant, els gluons participen en la interacció forta a més de mediar-la, cosa que fa que la CDQ sigui significativament més difícil d’analitzar que l'EDQ (electrodinàmica quàntica), ja que tracta d'equacions no lineals per caracteritzar aquestes interaccions.

### El camp de Higgs
El model estàndard fa una hipòtesi d’un camp anomenat camp de Higgs (símbol: ϕ), que té la propietat inusual d’una amplitud diferent de zero en el seu estat fonamental (punt zero) després de la renormalització; és a dir, un valor d'expectació del buit diferent de zero. Pot tenir aquest efecte a causa del seu inusual potencial en forma de «barret mexicà» on el «punt» més baix del qual no es troba al seu «centre». Per sota d’un cert nivell d’energia extremadament elevat, l'existència d’aquesta expectativa de buit diferent de zero trenca espontàniament la simetria de gauge electrofeble que al seu torn dona lloc al mecanisme de Higgs i provoca l’adquisició de massa per partícules que interactuen amb el camp. El mecanisme de Higgs es produeix sempre que un camp carregat té un valor d'expectació buit. Aquest efecte es produeix perquè els components del camp escalar del camp de Higgs són «absorbits» pels bosons massius com a graus de llibertat, i s'acoblen als fermions mitjançant l'acoblament de Yukawa, produint així els termes de massa esperats. El valor esperat de ϕ0 en estat fonamental (el valor d'expectació del buit o VEB) és llavors ⟨ϕ0⟩ = v/√2, on v = |μ|/√λ. El valor mesurat d'aquest paràmetre és d'aproximadament 246 GeV/c2. Té unitats de massa i és l’únic paràmetre lliure del model estàndard que no és un nombre sense dimensions.

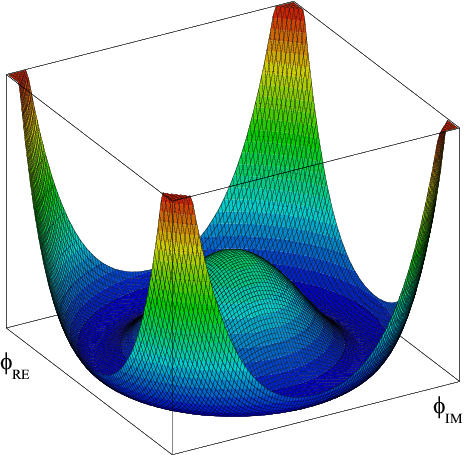
El potencial del camp de Higgs, representat en funció de ϕ0 i ϕ3.Té un perfil de barret mexicà o bé de base d'una ampolla de cava

El mecanisme de Higgs és un tipus de superconductivitat que es produeix al buit. Es produeix quan tot l'espai s'omple amb un mar de partícules carregades i, per tant, el camp té un valor d'expectació del buit diferent de zero. La interacció amb l'energia del buit que omple l'espai impedeix que certes forces es propaguin a distàncies llargues (com passa en un medi superconductor; per exemple, a la teoria de Ginzburg-Landau).

## Observacions experimentals
L'energia del punt zero té moltes conseqüències físiques observades. És important tenir en compte que l'energia del punt zero no és només un artefacte del formalisme matemàtic que, per exemple, es pot abandonar d’un hamiltonià redefinint el zero d’energia o argumentant que és una constant i, per tant, no té cap efecte sobre les equacions de moviment de Heisenberg sense última conseqüència. De fet, aquest tractament podria crear un problema en una teoria, encara no descoberta, més profunda. Per exemple, en la relativitat general, el zero d’energia (és a dir, la densitat d’energia del buit) contribueix a una constant cosmològica del tipus introduït per Einstein per obtenir solucions estàtiques a les seves equacions de camp. La densitat d'energia del punt zero del buit, a causa de tots els camps quàntics, és extremadament gran, fins i tot quan tallem les freqüències més grans permeses basant-nos en arguments físics plausibles. Implica una constant cosmològica superior als límits imposats per l'observació per uns 120 ordres de magnitud. Aquest «problema de la constant cosmològica» continua sent un dels majors misteris sense resoldre de la física.

### L'efecte Casimir
Un fenomen que es presenta comunament com a evidència de l'existència d’energia del punt zero al buit és l'efecte Casimir, proposat el 1948 pel físic neerlandès Hendrik Casimir, que considerava el camp electromagnètic quantificat entre un parell de plaques de metall neutres. L'energia del buit conté aportacions de totes les longituds d'ona, excepte aquelles excloses per l'espai entre plaques. A mesura que les plaques s'apropen, s'exclouen més longituds d'ona i disminueix l'energia del buit. La disminució de l'energia significa que hi ha d’haver una força que treballi en les plaques mentre es mouen.

Les primeres proves experimentals a partir de la dècada del 1950 van donar resultats positius que van demostrar que la força era real, però no es podien descartar altres factors externs com a causa principal, amb un abast d’errors experimentals de vegades prop del 100%. Això va canviar el 1997 amb Lamoreaux demostrant de manera concloent que la força de Casimir era real. Els resultats s'han reproduït repetidament des de llavors.

Forces de Casimir sobre plaques paral·leles

El 2009, Munday et al. va publicar proves experimentals que (tal com es va predir el 1961) que la força de Casimir també podia ser repulsiva i atractiva. Les forces de Casimir repulsives podrien permetre la levitació quàntica d'objectes en un fluid i conduir a una nova classe de dispositius commutables a nanoescala amb fricció estàtica ultra baixa.
Un efecte secundari hipotètic interessant de l'efecte Casimir és l'efecte Scharnhorst, un fenomen hipotètic en el qual els senyals lluminosos viatgen lleugerament més ràpid que c entre dues plaques conductores molt distanciades.

### El desplaçament de Lamb
Les fluctuacions quàntiques del camp electromagnètic tenen importants conseqüències físiques. A més de l'efecte Casimir, també condueixen a una divisió entre els dos nivells d'energia ²S12 i ²P12 (en notació de símbol de terme) de l'àtom d'hidrogen que no va ser predit per l'equació de Dirac, segons el qual aquests estats haurien de tenir la mateixa energia. Les partícules carregades poden interactuar amb les fluctuacions del camp de buit quantificat, provocant canvis lleus en l'energia; aquest efecte s'anomena desplaçament de Lamb. El desplaçament d'aproximadament 4,38×10−6 eV és aproximadament de 10−7 de la diferència entre les energies dels nivells 1s i 2s, i ascendeix a 1.058 MHz en unitats de freqüència. Una petita part d’aquest desplaçament (27 MHz ≈ 3%) no prové de les fluctuacions del camp electromagnètic, sinó de les fluctuacions del camp electró-positró. La creació de parells (virtuals) electró-positró té l'efecte de filtrar el camp de Coulomb i actua com una constant dielèctrica al buit. Aquest efecte és molt més important en els àtoms muònics.

### La constant d'estructura fina
Prenent ħ (la constant de Planck dividida per 2π), c (la velocitat de la llum) i e² = q2
e4πε0 (la constant d’acoblament electromagnètic, és a dir, una mesura de la força de la força electromagnètica (on qe és el valor absolut de la càrrega electrònica i {\displaystyle \varepsilon _{0}} és la permitivitat del buit)) podem formar una quantitat sense dimensions anomenada constant d’estructura fina:
{\displaystyle \alpha ={\frac {e^{2}}{\hbar c}}={\frac {q_{e}^{2}}{4\pi \varepsilon _{0}\hbar c}}\approx {\frac {1}{137}}}
La constant d’estructura fina és la constant d’acoblament de l'electrodinàmica quàntica (EDQ) que determina la força de la interacció entre electrons i fotons. Resulta que la constant d’estructura fina no és realment una constant a causa de les fluctuacions d’energia del punt zero del camp electró-positró. Les fluctuacions quàntiques causades per l'energia del punt zero tenen l'efecte de filtrar les càrregues elèctriques: a causa de la producció (virtual) de parells electrons-positrons, la càrrega de la partícula mesurada lluny de la partícula és molt menor que la càrrega mesurada quan s'hi troba a prop.

Estructura fina dels nivells d'energia en hidrogen; correccions relativistes del model de Bohr

La desigualtat de Heisenberg on ħ = h2π, i Δx, Δp són les desviacions estàndard de posició i moment que afirmen que:
{\displaystyle \Delta _{x}\Delta _{p}\geq {\frac {1}{2}}\hbar }
Significa que una distància curta implica un gran impuls i, per tant, cal utilitzar una gran energia, és a dir, partícules d’alta energia per explorar distàncies curtes. L'EDQ conclou que la constant d’estructura fina és una funció creixent de l'energia. S'ha demostrat que a energies de l'ordre del bosó Z0 reposa l'energia, mzc² ≈ 90 GeV, que:
{\displaystyle \alpha \approx {\frac {1}{129}}}
en lloc de la baixa energia α ≈ 1137. El procediment de renormalització per eliminar infinits d'energia del punt zero permet l'elecció d'una escala d'energia (o distància) arbitrària per definir α. Amb tot, α depèn de l'escala d’energia característica del procés objecte d’estudi i també dels detalls del procediment de renormalització. La dependència energètica d'α s'ha observat des de fa diversos anys en un experiment de precisió en física d'alta energia.

### La birefringència al buit
En presència de camps electroestàtics forts, es preveu que les partícules virtuals se separen de l'estat del buit i formen matèria real. El fet que la radiació electromagnètica es pugui transformar en matèria i viceversa condueix a fonamentalment noves característiques en l'electrodinàmica quàntica. Una de les conseqüències més importants és que, fins i tot al buit, les equacions de Maxwell s'han d’intercanviar mitjançant fórmules més complicades. En general, no serà possible separar processos al buit dels processos que impliquen matèria, ja que els camps electromagnètics poden crear matèria si les fluctuacions del camp són prou fortes. Això condueix a una interacció no lineal molt complexa: la gravetat tindrà un efecte sobre la llum al mateix temps que la llum afecta la gravetat. Aquests efectes van ser predits per primera vegada per Werner Heisenberg i Hans Heinrich Euler el 1936 i independentment el mateix any per Victor Weisskopf qui va afirmar: «Les propietats físiques del buit s'originen en l'energia de punt zero de la matèria, que també depèn sobre partícules absents a través de les intensitats del camp extern i, per tant, contribueix amb un terme addicional a l'energia de camp purament maxwelliana». Així, els camps magnètics forts varien l'energia continguda al buit. L'escala per sobre de la qual s'espera que el camp electromagnètic esdevingui no lineal es coneix com a límit de Schwinger. En aquest moment, el buit té totes les propietats d’un medi birrefringent, per tant, en principi es pot observar una rotació del marc de polarització (l'efecte Faraday) en un espai buit.
- La llum procedent de la superfície d’una estrella de neutrons fortament magnètica (esquerra) es polaritza linealment a mesura que viatja a través del buit

Vista de camp ampli de l'estrella de neutrons RX J1856.5-3754

Tant la teoria de la relativitat especial d'Einstein com la teoria general de la relativitat afirmen que la llum hauria de passar lliurement pel buit sense ser alterada, un principi conegut com a invariància de Lorentz. Tot i això, en teoria, una gran interacció no lineal de la llum a causa de les fluctuacions quàntiques hauria de provocar que aquest principi es vulnerés de manera mesurable si les interaccions són prou fortes. Gairebé totes les teories de la gravetat quàntica prediuen que la invariància de Lorentz no és una simetria exacta de la natura. Es prediu que la velocitat a la qual la llum viatja a través del buit depèn de la seva direcció, polarització i la força local del camp magnètic. Hi ha hagut una sèrie de resultats no concloents que afirmen mostrar evidències d'una violació de Lorentz en trobar una rotació del pla de polarització de la llum procedent de galàxies llunyanes. Les primeres proves concretes de la birefringència al buit es van publicar el 2017 quan un equip d'astrònoms va mirar la llum que provenia de l'estrella RX J1856.5-3754, l'estrella de neutrons més propera a la Terra.
Roberto Mignani, de l'Institut Nacional d'Astrofísica de Milà, que dirigia l'equip d'astrònoms, va comentar que «Quan Einstein va plantejar la teoria de la relativitat general fa 100 anys, no tenia ni idea que s'utilitzés per a sistemes de navegació. Les conseqüències d’aquest descobriment probablement també s'hauran de realitzar a una escala de temps més llarga». L'equip va trobar que la llum visible de l'estrella havia sofert una polarització lineal al voltant del 16%. Si la birefringència s'hagués produït per la llum que passava pel gas interestel·lar o plasma, l'efecte no hauria d'haver estat superior a l'1%. La prova definitiva requeriria repetir l'observació en altres longituds d'ona i en altres estrelles de neutrons. A les longituds d'ona de raigs X la polarització de les fluctuacions quàntiques hauria de ser prop del 100%. Tot i que actualment no existeix cap telescopi que pugui fer aquestes mesures, hi ha diversos telescopis de raigs X proposats que aviat podran verificar el resultat de manera concloent, com ara el HXMT de la Xina i l’Imaging X-ray Polarimetry Explorer (IXPE) de la NASA.

## Participació especulada en altres fenòmens

### L'energia fosca
A finals de la dècada del 1990 es va descobrir que les supernoves molt llunyanes eren més febles del que s'esperava, cosa que suggereix que l'expansió de l'univers s'estava accelerant en lloc de frenar-se. Aquesta discussió revifada sobre el fet que la constant cosmològica d'Einstein, des de fa temps ignorada pels físics com a igual a zero, era de fet un valor positiu petit. Això indicaria que l'espai buit va exercir alguna forma de pressió o energia negativa.
No hi ha cap candidat natural per al que pugui causar el que s'ha anomenat energia fosca, però la millor conjectura actual és que és l'energia del punt zero del buit. Una de les dificultats d’aquest supòsit és que l'energia del punt zero del buit és absurdament gran en comparació amb la constant cosmològica observada. En la relativitat general, la massa i l'energia són equivalents; tots dos produeixen un camp gravitatori i, per tant, l'energia teoritzada del buit de la teoria dels camps quàntics hauria d’haver portat a que l’univers es trenqués. Evidentment, això no ha passat i aquest tema, anomenat problema de la constant cosmològica, és un dels majors misteris no resolts de la física.
L'Agència Espacial Europea està construint el telescopi espacial Euclid. Amb motiu del llançament el 2022, mapejarà galàxies a una distància de fins a 10.000 milions d'anys llum. En veure com l'energia fosca influeix en la seva disposició i forma, la missió permetrà als científics veure si la força de l'energia fosca ha canviat. Si es constata que l'energia fosca varia al llarg del temps, indicaria que es deu a la quinta essència, on l'acceleració observada es deu a l'energia d'un camp escalar, en lloc de la constant cosmològica. Encara no hi ha proves de quinta essència disponibles, però tampoc no s'han descartat. En general, prediu una acceleració de l'expansió de l'univers una mica més lenta que la constant cosmològica. Alguns científics pensen que la millor evidència de la quinta essència provindria de les violacions del principi d'equivalència d'Einstein i de la variació de les constants fonamentals en l'espai o el temps. El model estàndard de física de partícules i la teoria de cordes prediu els camps escalars, però es produeix un problema anàleg al problema de la constant cosmològica (o el problema de la construcció de models d'inflació còsmica): la teoria de la renormalització prediu que els camps escalars haurien de tornar a adquirir grans masses a causa de l'energia del punt zero.

### La inflació còsmica
La inflació còsmica és una expansió de l'espai més ràpida que la llum just després del big-bang. Explica l’origen de l'estructura a gran escala del cosmos. Es creu que les fluctuacions del buit quàntic causades per l'energia de punt zero que es produeixen en el període inflacionari microscòpic, es van ampliar posteriorment fins a obtenir una mida còsmica, convertint-se en les llavors gravitacionals de les galàxies i l'estructura de l’Univers (vegeu la formació i evolució de galàxies i formació d'estructures). Molts físics també creuen que la inflació explica per què l'Univers sembla ser el mateix en totes direccions (isotròpic), per què la radiació còsmica de fons de microones es distribueix uniformement, per què l’Univers és pla i per què no s'han observat monopols magnètics.
El mecanisme d'inflació no és clar, és similar en efecte a l'energia fosca, però és un procés molt més enèrgic i de curta durada. Com passa amb l'energia fosca, la millor explicació és alguna forma d’energia del buit derivada de les fluctuacions quàntiques. Pot ser que la inflació causés la bariogènesi, els hipotètics processos físics que produïen una asimetria (desequilibri) entre barions i antibarions produïts a l’univers molt primerenc, però això no és cert.

## Teories alternatives
Hi ha hagut un llarg debat sobre la qüestió de si les fluctuacions del punt zero dels camps del buit quantitzats són «reals», és a dir, tenen efectes físics que no puguin ser interpretats per una teoria alternativa igualment vàlida? Schwinger, en particular, va intentar formular l'EDQ sense fer referència a les fluctuacions del punt zero mitjançant la seva «teoria font». A partir d’aquest enfocament és possible derivar l'efecte Casimir sense fer referència a un camp fluctuant. Aquesta derivació va ser donada per primera vegada per Schwinger (1975) per a un camp escalar, i després es va generalitzar al cas electromagnètic per Schwinger, DeRaad i Milton (1978). en què afirmen que «el buit es considera realment un estat amb totes les propietats físiques iguals a zero». Més recentment, Jaffe (2005) ha destacat un enfocament similar a l'hora de derivar l'efecte Casimir afirmant que «el concepte de fluctuacions del punt zero és una ajuda heurística i de càlcul en la descripció de l'efecte Casimir, però no una necessitat en l'EDQ».
No obstant això, tal com assenyala el mateix Jaffe en el seu article, «ningú ha demostrat que la teoria font o un altre enfocament basat en matriu S puguin proporcionar una descripció completa de l'EDQ a tots els ordres». A més, Milonni ha demostrat la necessitat del camp del buit per a la consistència formal de l'EDQ. A la CDQ, el confinament de color ha portat els físics a abandonar la teoria font o l'enfocament basat en matriu S per a les interaccions fortes. També es teoritza que el mecanisme de Higgs, la radiació de Hawking i l'efecte Unruh depenen de les fluctuacions del buit del punt zero, sent la contribució del camp una part inseparable d’aquestes teories. Jaffe continua dient «Fins i tot si es poguès argumentar les contribucions del punt zero a l'energia quàntica de buit, el problema de la ruptura espontània de la simetria roman: els condensats [estat fonamental vacu] que transporten l'energia apareixen a moltes escales energètiques del model estàndard. Per tant, hi ha raó per ser escèptic sobre els intents d’evitar la formulació estàndard de la teoria de camps quàntics i les energies del punt zero que comporta». És difícil jutjar la realitat física de les infinites energies del punt zero que són inherents a les teories de camp, però la física moderna no coneix cap manera millor de construir invariants de gauge, teories renormalitzables amb energia del punt zero i semblarien ser una necessitat per a qualsevol intent de teoria unificada.

## Fenòmens caòtics i emergents
Els models matemàtics utilitzats en electromagnetisme clàssic, electrodinàmica quàntica (EDQ) i el model estàndard veuen el buit electromagnètic com un sistema lineal sense conseqüències generals observables (per exemple, en el cas de l'efecte Casimir, desplaçament de Lamb, etc.), aquests fenòmens es pot explicar per mecanismes alternatius diferents de l'acció del buit per canvis arbitraris en l'ordenació normal dels operadors de camp. Vegeu la secció de teories alternatives). Això és una conseqüència de veure l'electromagnetisme com una teoria de gauge U(1), que topològicament no permet la complexa interacció d’un camp amb i sobre si mateix. En grups de simetria més elevats i, en realitat, el buit no és una substància passiva i tranquil·la, fluctuant aleatòriament, sinó que a vegades es pot veure com un plasma virtual turbulent que pot tenir vòrtexs complexos (és a dir, solitons enfront de partícules), estats enredats i una rica estructura no lineal. Hi ha molts fenòmens electromagnètics físics no lineals observats, com ara els efectes Aharonov-Bohm (AB) i Altshuler-Aronov-Spivak (AAS), els efectes de rotació de fase de Berry, Aharonov-Anandan, Pancharatnam i Chiao-Wu, l'efecte Josephson, l'efecte Hall quàntum, l'efecte De Haas-Van Alphen, l'efecte Sagnac i molts altres fenòmens físicament observables que indicarien que el camp de potencial electromagnètic té un significat físic real en lloc de ser un artefacte matemàtic i, per tant, una teoria que englobi tot no confinaria l'electromagnetisme com una força local tal com és realitza actualment, però si com a teoria de gauge SU(2) o geometria superior. Les simetries més altes permeten un comportament aperiòdic no lineal que es manifesta com una varietat de fenòmens complexos de no-equilibri que no sorgeixen en la teoria linealitzada U(1), com ara múltiples estats estables, trencament de simetria, caos i propietat emergent.
El que avui s'anomena equacions de Maxwell és de fet una versió simplificada de les equacions originals reformulades per Heaviside, FitzGerald, Lodge i Hertz. Les equacions originals utilitzaven la notació de quaternió més expressiva de Hamilton, una mena d'àlgebra de Clifford, que subsumeix completament les equacions vectorials estàndard de Maxwell que s'utilitzen en gran manera en l’actualitat. A finals de la dècada del 1880 es va debatre sobre els mèrits relatius de l'anàlisi vectorial i dels quaternions. Segons Heaviside, el camp de potencial electromagnètic era purament metafísic, una ficció matemàtica arbitrària, que calia «assassinar». Es va arribar a la conclusió que no calia obtenir coneixements físics més grans proporcionats pels quaternions si la teoria era de naturalesa purament local. Des de llavors, l’anàlisi vectorial local s'ha convertit en la forma dominant d’utilitzar les equacions de Maxwell. Tanmateix, aquest enfocament estrictament vectorial ha conduït a una comprensió topològica restrictiva en algunes àrees de l'electromagnetisme, per exemple, una comprensió completa de la dinàmica de transferència d’energia al circuit oscil·lador-transbordador de Tesla només es pot aconseguir en àlgebra quaternionica o simetries superiors SU(2). Sovint s'ha argumentat que els quaternions no són compatibles amb la relativitat especial, però diversos articles han mostrat formes d'incorporar la relativitat.
Un bon exemple d'electromagnetisme no lineal es troba en plasmes densos d’alta energia, on es produeixen fenòmens vorticials que aparentment violen la segona llei de la termodinàmica en augmentar el gradient d'energia dins del camp electromagnètic i infringeixen les lleis de Maxwell creant corrents d'ions que capturen i concentren els camps magnètics propis i circumdants. En particular, la llei de la força de Lorentz, que elabora les equacions de Maxwell, és violada per aquests vòrtexs lliures de força. Aquestes violacions aparents es deuen al fet que les lleis tradicionals de conservació en electrodinàmica clàssica i quàntica (EDQ) només mostren simetria lineal U(1) (en particular, pel teorema de Noether ampliat, les lleis de conservació com les lleis de la termodinàmica no sempre necessiten s'apliquen als sistemes dissipatius, que s'expressen en gauges de simetria superior). La segona llei de la termodinàmica estableix que en un sistema lineal tancat, el flux d'entropia només pot ser positiu (o exactament zero al final d’un cicle). Tanmateix, l'entropia negativa (és a dir, augment de l’ordre, l'estructura o l'autoorganització) pot aparèixer espontàniament en un sistema termodinàmic obert no lineal que està lluny de l'equilibri, sempre que aquest ordre emergent acceleri el flux global d’entropia en el sistema total. El Premi Nobel de Química de 1977 es va atorgar a la termodinamista Ilià Prigogin per la seva teoria dels sistemes dissipatius que descrivia aquesta noció. Prigogine va descriure el principi com «ordre mitjançant fluctuacions» o «ordre fora del caos». Alguns han argumentat que tot ordre emergent a l'univers des de les galàxies, els sistemes solars, els planetes, el temps, la química complexa, la biologia evolutiva fins i tot la consciència, la tecnologia i les civilitzacions són exemples de sistemes dissipatius termodinàmics; la natura ha seleccionat naturalment aquestes estructures per accelerar el flux d’entropia a l’univers en un grau cada vegada més gran. Per exemple, s'ha estimat que el cos humà és 10.000 vegades més eficaç per dissipar l'energia per unitat de massa que el Sol.
Es pot preguntar què té a veure això amb l'energia del punt zero. Tenint en compte el comportament complex i adaptatiu que sorgeix dels sistemes no lineals, durant els darrers anys, s'ha dedicat molta atenció a estudiar una nova classe de transicions de fase que es produeixen a temperatura zero absolut. Es tracta de transicions de fase quàntiques impulsades per les fluctuacions del camp EM com a conseqüència de l'energia del punt zero. En els superconductors es pot trobar un bon exemple de transició de fase espontània atribuïda a les fluctuacions del punt zero. La superconductivitat és un dels fenòmens electromagnètics macroscòpics quantificats empíricament més coneguts, la base dels quals es reconeix que és d'origen mecànic quàntic. El comportament dels camps elèctrics i magnètics sota la superconductivitat es regeix per les equacions de London. No obstant això, s'ha preguntat en una sèrie d'articles de revistes si les equacions de London canonitzades mecànicament quànticament es poden donar a una derivació purament clàssica. Bostick, per exemple, ha afirmat demostrar que les equacions de London tenen un origen clàssic que s'aplica als superconductors i també a alguns plasmes sense col·lisió. En particular, s'ha afirmat que els vòrtexs de Beltrami al focus de plasma mostren la mateixa morfologia de tub de flux aparellada que els superconductors del tipus II. Altres també han assenyalat aquesta connexió; Fröhlich ha demostrat que les equacions hidrodinàmiques dels fluids compressibles, juntament amb les de London, condueixen a un paràmetre macroscòpic ({\displaystyle \mu } = densitat de càrrega elèctrica / densitat de massa), sense implicar ni factors quàntics de fase ni la constant de Planck. En essència, s'ha afirmat que les estructures de vòrtex de plasma de Beltrami són capaces, almenys, de simular la morfologia dels superconductors del tipus I i II. Això passa perquè l'energia dissipativa «organitzada» de la configuració de vòrtex que comprèn els ions i els electrons supera amb escreix l'energia tèrmica dissipativa aleatòria «desorganitzada». La transició de les fluctuacions desorganitzades a les estructures helicoïdals organitzades és una transició de fase que implica un canvi en l'energia del condensat (és a dir, l'estat fonamental o l'energia del punt zero) però «sense cap augment de temperatura associat». Aquest és un exemple d’energia del punt zero que té múltiples estats estables (vegeu transició de fase quàntica, punt crític quàntic, degeneració topològica, i ordre topològic) i on l'estructura general del sistema és independent d’una visió reduccionista o determinista, aquest ordre macroscòpic «clàssic» també pot afectar causalment els fenòmens quàntics. A més, la producció de parells de vòrtexs de Beltrami s'ha comparat amb la morfologia de la creació de parells de partícules virtuals al buit.
La idea que l'energia del buit pot tenir múltiples estats d’energia estables és una hipòtesi principal de la causa de la inflació còsmica. De fet, s'ha argumentat que aquestes primeres fluctuacions del buit van conduir a l'expansió de l’Univers i al seu torn han garantit les condicions de no-equilibri necessàries per conduir l’ordre des del caos, ja que sense aquesta expansió l’univers hauria assolit l'equilibri tèrmic i no tindria complexitat que existeix. Amb la continuada expansió accelerada de l'Univers, el cosmos genera un gradient d'energia que augmenta l'energia lliure (és a dir, l'energia disponible, útil o potencial per a un treball útil) que l'Univers és capaç d'utilitzar per crear formes d'ordre cada vegada més complexes.

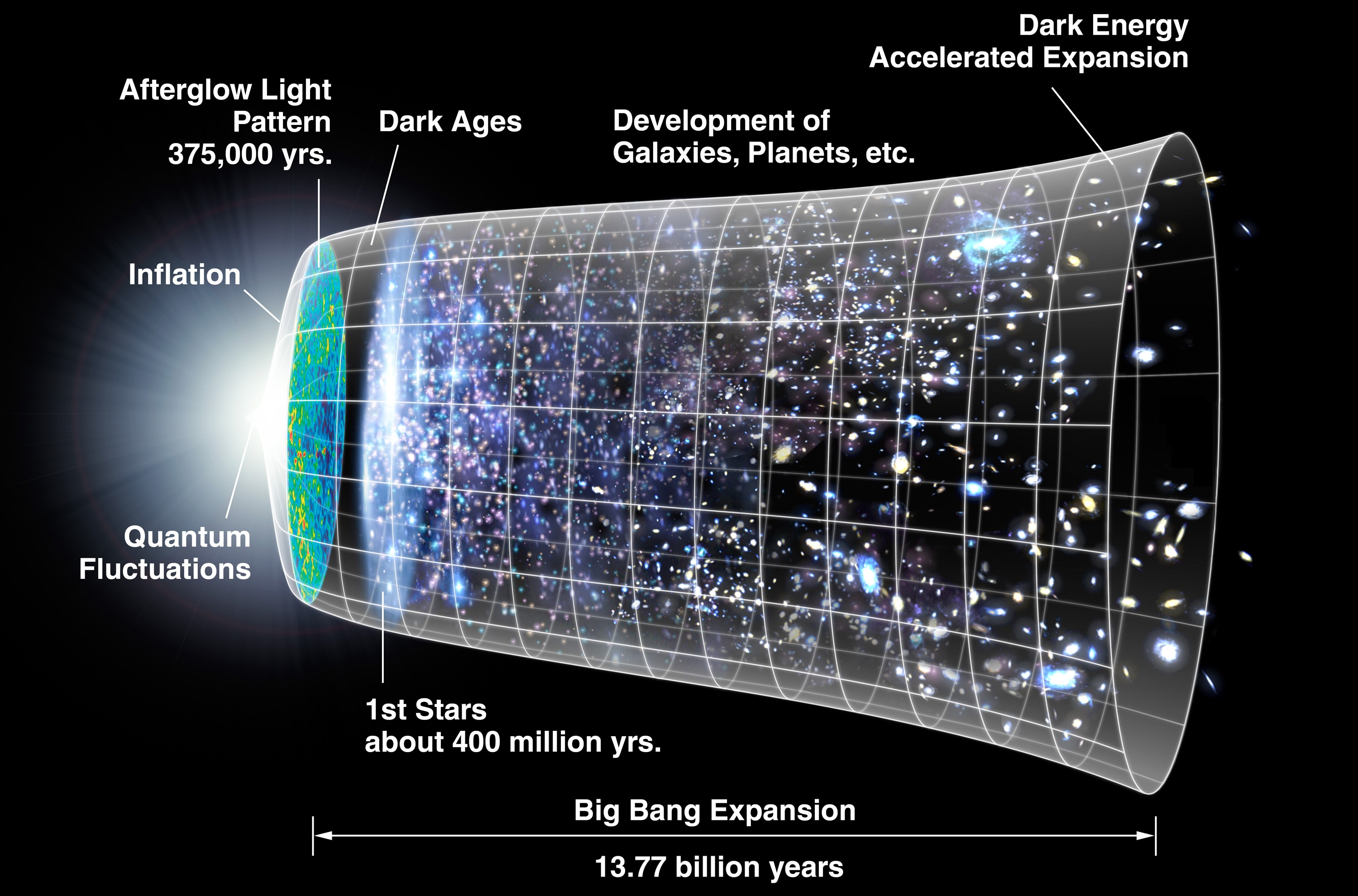
Cronologia de l'expansió mètrica de l'espai. A l'esquerra, la dramàtica expansió es produeix a l'era de la inflació

L’única raó per la qual l'entorn de la Terra no decau en estat d’equilibri és que rep una dosi diària de raigs solars i que, al seu torn, es deu al fet que el Sol «contamina» l'espai interestel·lar amb una entropia decreixent. El poder de la fusió del Sol només és possible a causa del desequilibri gravitacional de la matèria que va sorgir de l'expansió còsmica. En aquesta essència, l'energia del buit es pot veure com la causa clau de l'entropia negativa (és a dir, l'estructura) a tot l'Univers. Que la humanitat pugui alterar la morfologia de l'energia del buit per crear un gradient d'energia per a un treball útil és objecte de molta controvèrsia.

## Presumptes aplicacions
Els físics rebutgen de forma aclaparadora qualsevol possibilitat que el camp d’energia del punt zero pugui ser aprofitat per obtenir energia útil (treball) o un impuls no compensat; es considera que aquests esforços equivalen a màquines de moviment perpetu.
No obstant això, l'atractiu de l'energia lliure ha motivat aquesta investigació, generalment inclosa en la categoria de ciència marginal. Ja el 1889 (abans de la teoria quàntica o del descobriment de l'energia del punt zero) Nikola Tesla va proposar que l'energia útil es podria obtenir a partir de l'espai lliure, o el que en aquell moment es suposava que era un èter omnipresent. D’altres, des de llavors, han afirmat explotar l'energia del punt zero o del buit amb una gran quantitat de literatura pseudocientífica que causa burles al voltant del tema. Tot i el rebuig per part de la comunitat científica, aprofitar l'energia del punt zero continua sent un interès de la investigació per part d’entitats no científiques, especialment als Estats Units d'Amèrica, on ha atret l’atenció dels principals contractistes aeroespacials / de defensa i el Departament de Defensa dels Estats Units, així com a la Xina, Alemanya, Rússia i Brasil.

### Bateries i motors Casimir
Un supòsit comú és que la força de Casimir té poc ús pràctic; es fa l'argument que l'única manera de guanyar energia realment de les dues plaques és permetre que s'uneixin (separar-les de nou requeriria més energia) i, per tant, és una força petita d'un sol ús a la natura. El 1984, Robert Forward va publicar treballs que mostraven com es podia construir una «bateria de fluctuació al buit». La bateria es pot recarregar fent que les forces elèctriques siguin lleugerament més fortes que la força de Casimir per tornar a expandir les plaques.
El 1995 i el 1998 Maclay et al. va publicar els primers models d’un sistema microelectromecànic (SMEM) amb forces de Casimir. Tot i no explotar la força de Casimir per a un treball útil, el document van cridar l'atenció de la comunitat SMEM a causa de la revelació que cal considerar l'efecte Casimir com un factor vital en el futur disseny del SMEM. En particular, l'efecte Casimir podria ser el factor crític en el fracàs de la transmissió del SMEM.
El 1999, Pinto, un antic científic del Jet Propulsion Laboratory de la NASA a Caltech (Pasadena), va publicar a Physical Review el seu experiment mental (Gedankenexperiment) per a un «motor Casimir». El document mostrava que era possible un intercanvi net positiu continu d’energia de l'efecte Casimir, fins i tot afirmant en resum: «En cas que no hi hagi altres explicacions alternatives, s'hauria de concloure que els grans avenços tecnològics en l’àmbit de l'àrea de producció d’energia lliure interminable i subproductes es podria aconseguir».
El 2001, Capasso, Munday, Iannuzzi i Chan van mostrar com es pot utilitzar la força per controlar el moviment mecànic d’un dispositiu SMEM. Quan van apropar una esfera metal·litzada a la placa, l'atractiva força de Casimir entre els dos objectes va fer girar la placa. També van estudiar el comportament dinàmic del dispositiu SMEM fent que la placa oscil·lés. La força de Casimir va reduir la velocitat d'oscil·lació i va provocar fenòmens no lineals, com la histèresi i la bistabilitat en la resposta en freqüència de l’oscil·lador. Segons l'equip, el comportament del sistema coincidia bé amb els càlculs teòrics.
Malgrat això i diversos articles similars, no hi ha consens sobre si aquests dispositius poden produir una producció contínua de treball. Garret Moddel, de la Universitat de Colorado ha destacat que creu que aquests dispositius dependen de la suposició que la força de Casimir és una força no conservadora, argumenta que hi ha proves suficients (per exemple, l’anàlisi de Scandurra (2001)) per dir que l'efecte de Casimir és una força conservadora i, per tant, tot i que aquest motor pot explotar la força de Casimir per a un treball útil, no pot produir més energia de sortida de la que s'ha introduït al sistema.
El 2008, DARPA va sol·licitar propostes d'investigació a l'àrea de Millora de l'efecte de Casimir (Casimir Effect Enhancement, CEE). L'objectiu del programa és desenvolupar nous mètodes per controlar i manipular forces atractives i repulsives a les superfícies basades en l'enginyeria de la força de Casimir.
Una patent del 2008 de Haisch i Moddel detalla un dispositiu que és capaç d’extreure energia de les fluctuacions del punt zero mitjançant un gas que circula per una cavitat de Casimir. A mesura que els àtoms de gas circulen pel sistema entren a la cavitat. En entrar els electrons giren cap avall per alliberar energia mitjançant la radiació electromagnètica. Després, aquesta radiació és extreta per un absorbent. En sortir de la cavitat, les fluctuacions del buit ambiental (és a dir, el camp del punt zero) imparteixen energia als electrons per retornar els orbitals a nivells d’energia anteriors, tal com va predir Senitzky (1960). El gas passa a través d’una bomba i torna a circular pel sistema. El 2012 es va fer una prova publicada d’aquest concepte per Moddel i semblava donar un excés d’energia que no es podia atribuir a una altra font. Tanmateix, no s'ha demostrat de manera concloent que provingui d'energia del punt zero i la teoria requereix una investigació addicional.

### Banys de calor individuals
El 1951, Callen i Weltonvan demostrar el teorema de fluctuació-dissipació quàntica (TFD quàntica) que va ser formulat originalment per Nyquist (1928) en forma clàssica com a explicació del soroll de Johnson observat en circuits elèctrics. El teorema de fluctuació-dissipació va mostrar que quan alguna cosa dissipa l'energia, d'una manera efectivament irreversible, també ha de fluctuar un bany de calor connectat. Les fluctuacions i la dissipació van de la mà; és impossible tenir-ne una sense l’altra. La implicació del TFD és que el buit es podria tractar com un bany de calor acoblat a una força dissipativa i, com a tal, l'energia podria, en part, ser extreta del buit per a un treball potencialment útil. Aquesta teoria ha tingut resistència: Macdonald (1962) i Harris (1971) van afirmar que l'extracció d'energia del punt zero era impossible, de manera que el TFD no podia ser certa. Grau i Kleen (1982) i Kleen (1986), van argumentar que el soroll de Johnson d'una resistència connectada a una antena ha de satisfer la fórmula de radiació tèrmica de Planck, per tant el soroll ha de ser zero a temperatura zero i el TFD ha de ser invàlid. Kiss (1988) va assenyalar que l'existència del terme del punt zero pot indicar que hi ha un problema de renormalització (és a dir, un artefacte matemàtic) que produeix un terme poc físic que no està realment present en les mesures (en analogia amb els problemes de renormalització dels estats fonamentals en l'electrodinàmica quàntica). Més tard, Abbott, Davis, Phillips i Eshraghian (1996) van arribar a una conclusió diferent però poc clara que «l'energia del punt zero és infinita, per tant s'hauria de renormalitzar, però no les fluctuacions del punt zero». Malgrat aquestes crítiques, s'ha demostrat que el TFD és certa experimentalment sota certes condicions quàntiques no clàssiques. Les fluctuacions del punt zero poden contribuir i contribueixen a sistemes que dissipen l'energia. Un document d’Armen Allahverdyan i Theo Nieuwenhuizen el 2000 mostrava la viabilitat d’extreure energia del punt zero per a un treball útil d’un sol bany, sense contradir les lleis de la termodinàmica, explotant certes propietats mecàniques quàntiques.
Hi ha hagut un nombre creixent de treballs que demostren que en alguns casos es poden violar les lleis clàssiques de la termodinàmica, com els límits de l'eficiència de Carnot, explotant l'entropia negativa de les fluctuacions quàntiques.
Tot i els esforços per conciliar la mecànica quàntica i la termodinàmica al llarg dels anys, la seva compatibilitat continua sent un problema fonamental obert. Es desconeix fins a quin punt les propietats quàntiques poden alterar els límits termodinàmics clàssics.

### Viatges espacials i blindatge gravitatori
L'ús d'energia del punt zero per als viatges espacials és especulatiu i no forma part del principal consens científic. Encara no existeix una teoria quàntica completa de la gravitació (que tractaria sobre el paper de fenòmens quàntics com l'energia del punt zero). S'han proposat articles especulatius que expliquen una relació entre l'energia del punt zero i els efectes de protecció gravitatòria, però la interacció (si n'hi ha) encara no s'entén del tot. La investigació científica més seriosa en aquesta àrea depèn de les teoritzades propietats antigravitacionals de l'antimatèria (que s'estan provant actualment a l'experiment alfa al CERN) i / o dels efectes de forces no-newtonianes com el camp gravitomagnètic en condicions quàntiques específiques. Segons la teoria general de la relativitat, la matèria en rotació pot generar una nova força de la natura, coneguda com a interacció gravitomagnètica, la intensitat de la qual és proporcional a la velocitat de gir. En certes condicions, el camp gravitomagnètic pot ser repulsiu. A les estrelles de neutrons, per exemple, pot produir un anàleg gravitatori de l'efecte Meissner, però la força produïda en aquest exemple es teoritza que és extremadament feble.
El 1963, Robert Forward, físic i enginyer aeroespacial dels Laboratoris de Recerca Hughes, va publicar un article que mostra com en el marc de la relativitat general es podrien aconseguir efectes «antigravitacionals». Com que tots els àtoms tenen un espín, la permeabilitat gravitatòria pot diferir d'un material a un altre. Un fort camp gravitatori toroïdal que actua contra la força de la gravetat podria ser generat per materials que tenen propietats no lineals que milloren els camps gravitacionals que varien en el temps. Aquest efecte seria anàleg a la permeabilitat electromagnètica no lineal del ferro, cosa que el converteix en un nucli efectiu (és a dir, el dònut de ferro) en un transformador, les propietats del qual depenen de la permeabilitat magnètica. El 1966, Dewitt va ser el primer a identificar la importància dels efectes gravitacionals en els superconductors. Dewitt va demostrar que un camp gravitatori de tipus magnètic ha de donar lloc a la presència de quantització de fluxoides. El 1983, Ross va ampliar substancialment el treball de Dewitt.
Del 1971 al 1974, Henry William Wallace, científic de GE Aerospace, va rebre tres patents. Wallace va utilitzar la teoria de Dewitt per desenvolupar un aparell experimental per generar i detectar un camp gravitatori secundari, que va anomenar «camp cinemàsic» (ara més conegut com a camp gravitomagnètic). En les seves tres patents, Wallace descriu tres mètodes diferents utilitzats per a la detecció del camp gravitomagnètic: canvi en el moviment d’un cos sobre un pivot, detecció d’una tensió transversal en un cristall semiconductor, i un canvi en la calor específica d’un material cristal·lí que tenen nuclis alineats amb l'espín. No hi ha proves independents disponibles públicament per verificar els dispositius de Wallace. Tal efecte, si n'hi hagués, seria petit. Referint-se a les patents de Wallace, un article de New Scientist el 1980 afirmava: «Tot i que les patents de Wallace inicialment van ser ignorades com a estrafolàries, els observadors creuen que la seva invenció està ara sota investigació seriosa però secreta per part de les autoritats militars dels EUA. Els militars ara poden lamentar que les patents ja s'han concedit i, per tant, estan disponibles per a tothom». Una altra referència a les patents de Wallace es produeix en un estudi de propulsió elèctrica preparat per al Laboratori d'Astronautica de la Base de la Força Aèria Edwards que afirma: «Les patents estan escrites en un estil molt versemblant que inclouen números de peça, fonts d'alguns components i diagrames de dades. Es va intentar posar-se en contacte amb Wallace mitjançant adreces de patents i altres fonts, però no es va localitzar ni hi ha rastre del que va esdevenir del seu treball. El concepte es pot justificar una mica per motius relativistes generals, ja que s'espera que els marcs rotatius de camps que varien el temps emetin ones gravitacional».
El 1986, el llavors Laboratori de Propulsió de Coets (Rocket Propulsion Laboratory, RPL) de la Força Aèria dels Estats Units a la base de la Força Aèria Edwards va sol·licitar «Conceptes de propulsió no convencionals» en el marc d'un programa de recerca i innovació per a petites empreses. Una de les sis àrees d'interès era «Fonts d'energia esotèriques per a la propulsió, inclosa l'energia dinàmica quàntica de l'espai al buit ...». El mateix any, BAE Systems va llançar el «Projecte Greenglow» per proporcionar un «enfocament per a la investigació de sistemes de propulsió nous i els mitjans per fabricar-los».
El 1988, Kip Thorne et al. van publicar un treball que mostra com els forats de cuc travessables poden existir en l'espaitemps només si estan roscats per camps quàntics generats per alguna forma de matèria exòtica que té energia negativa. El 1993, Scharnhorst i Barton van demostrar que la velocitat d’un fotó augmentaria si viatja entre dues plaques de Casimir, un exemple d’energia negativa. En el sentit més general, la matèria exòtica necessària per crear forats de cuc compartiria les propietats repulsives de l'energia inflacionària, l'energia fosca o la radiació del punt zero del buit. Basant-se en l’obra de Thorne, el 1994 Miguel Alcubierre va proposar un mètode per canviar la geometria de l'espai creant una ona que faria que el teixit de l'espai davant d’una nau espacial es contragués i l'espai que hi ha darrere s'expandís (vegeu mètrica d’Alcubierre). Aleshores, la nau dirigiria aquesta ona dins d’una regió d’espai pla, coneguda com a bombolla de deformació i no es mouria dins d’aquesta bombolla, sinó que la transportaria a mesura que mogués la pròpia regió a causa de les accions de l'impuls.
El 1992, Evgeny Podkletnov va publicar un article molt debatut en una revista que afirmava que un tipus específic de superconductor rotatiu podia blindar la força gravitatòria. Independentment d’això, del 1991 al 1993 Ning Li i Douglas Torr van publicar diversos articles sobre efectes gravitacionals en superconductors. Una troballa que van derivar és que la font de flux gravitomagnètic en un material superconductor de tipus II es deu a l'alineació de l'espín dels ions reticulars. Citant el seu tercer document: «Es demostra que l'alineació coherent dels espins d'ions reticulars generarà un camp gravitomagnètic detectable i, en presència d'un camp de potencial magnètic aplicat dependent del temps, un camp gravitoelèctric detectable». La mida reclamada de la força generada ha estat discutida per alguns, però defensada per altres. El 1997 Li va publicar un document que intentava replicar els resultats de Podkletnov i va mostrar que l'efecte era molt petit, si existia. Es va informar que Li va abandonar la Universitat d'Alabama el 1999 per fundar l'empresa AC Gravity LLC. AC Gravity va rebre una beca del Departament de Defensa dels EUA per 448.970 dòlars el 2001 per continuar la investigació d'antigravitat. El període de subvenció va finalitzar el 2002, però mai no es van fer públics els resultats d'aquesta investigació.
El 2002, Phantom Works, la instal·lació de recerca avançada i desenvolupament de Boeing a Seattle, es va dirigir directament a Evgeny Podkletnov. Phantom Works va quedar bloquejat pels controls de transferència de tecnologia russos. En aquest moment, el tinent general George Muellner, el cap sortint de Boeing Phantom Works, va confirmar que Moscou havia bloquejat els intents de Boeing de treballar amb Podkletnov, comentant també que «Els principis físics - i el dispositiu de Podkletnov no són els únics - apareixen per ser vàlid ... Hi ha ciència bàsica allà. No infringeixen les lleis de la física. El problema és si la ciència es pot transformar en alguna cosa factible».
Froning i Roach (2002) van presentar un document que parteix de l'obra de Puthoff, Haisch i Alcubierre. Van utilitzar simulacions de dinàmica de fluids per modelar la interacció d’un vehicle (com el proposat per Alcubierre) amb el camp del punt zero. Les pertorbacions del camp del buit són simulades per pertorbacions de camp fluid i la resistència aerodinàmica de l’arrossegament viscós que s'exerceix a l’interior del vehicle es compara amb la força de Lorentz exercida pel camp de punt zero (una força similar a Casimir s'exerceix a l'exterior mitjançant una pressió de radiació del punt zero desequilibrada). Troben que l'energia negativa optimitzada necessària per a un impuls Alcubierre és on es tracta d'un vehicle en forma de plat amb camps electromagnètics toroïdals. Els camps electromagnetics distorsionen suficientment les pertorbacions del camp del buit que envolten la nau per afectar la permeabilitat i la permitivitat de l'espai.
El 2014, els Laboratoris Eagleworks de la NASA van anunciar que havien validat amb èxit l'ús d'un propulsor de plasma de buit quàntic que fa ús de l'efecte Casimir per a la propulsió. El 2016, un article científic de l'equip de científics de la NASA va passar per primera vegada la revisió per parells. El document suggereix que el camp del punt zero actua com a ona pilot i que l'empenta pot ser deguda a partícules que expulsen el buit quàntic. Tot i que la revisió per iguals no garanteix que una troballa o observació sigui vàlida, sí que indica que els científics independents van examinar la configuració experimental, els resultats i la interpretació i que no van poder trobar cap error evident en la metodologia i que van trobar els resultats raonables. En el document, els autors identifiquen i discuteixen nous fonts potencials d'errors experimentals, incloent corrents d'aire, fuites de radiació electromagnètica i interaccions magnètiques. No tots es podrien descartar completament, i és necessària una experimentació revisada per parells per tal de descartar aquests possibles errors.